# Assentamento antigo de Arkhyz
O antigo assentamento do Baixo Arkhyz (ou apenas, assentamento antigo de Arkhyz) é um monumento arqueológico dos séculos X a XII, os restos de um grande assentamento alaniano localizado perto da vila de Baixo Arkhyz em Carachai-Circássia  . Segundo alguns pesquisadores, essa cidade antiga poderia ser a capital do estado alaniano - Magas (Ma'as), descrito pelo historiador árabe Al-Masudi. A cidade em si deixou de existir no final do século XII, aparentemente como resultado de processos internos que levaram ao declínio da Alanya ocidental. A vila da diocese de Alan, que faz parte do assentamento, continuou a existir até a segunda metade do século XIV . No final do século XIX, a fim de preservar as igrejas remanescentes e renovar o cristianismo entre a população local, o Mosteiro Alexander Nevsky Athos Zelenchuksky foi criado no território do assentamento  (por decisão do Santo Sínodo de 1889, além do mosteiro, foram criadas uma asilo para 10 soldados idosos, uma pintura de ícones, uma escola para crianças, frequentada principalmente por filhos de padres da diocese de Stavropol  ), encerrada após 1917. Pelo Decreto do Conselho de Ministros do RSFSR nº 35, de 28 de janeiro de 1988, o complexo foi incluído na Reserva Museu, Cultural e Natural de Carachai-Circássia, e por decreto do Presidente da Federação Russa nº 176, de 20 de fevereiro de 1995, foi declarado um monumento de importância federal.

## História

### Império russo

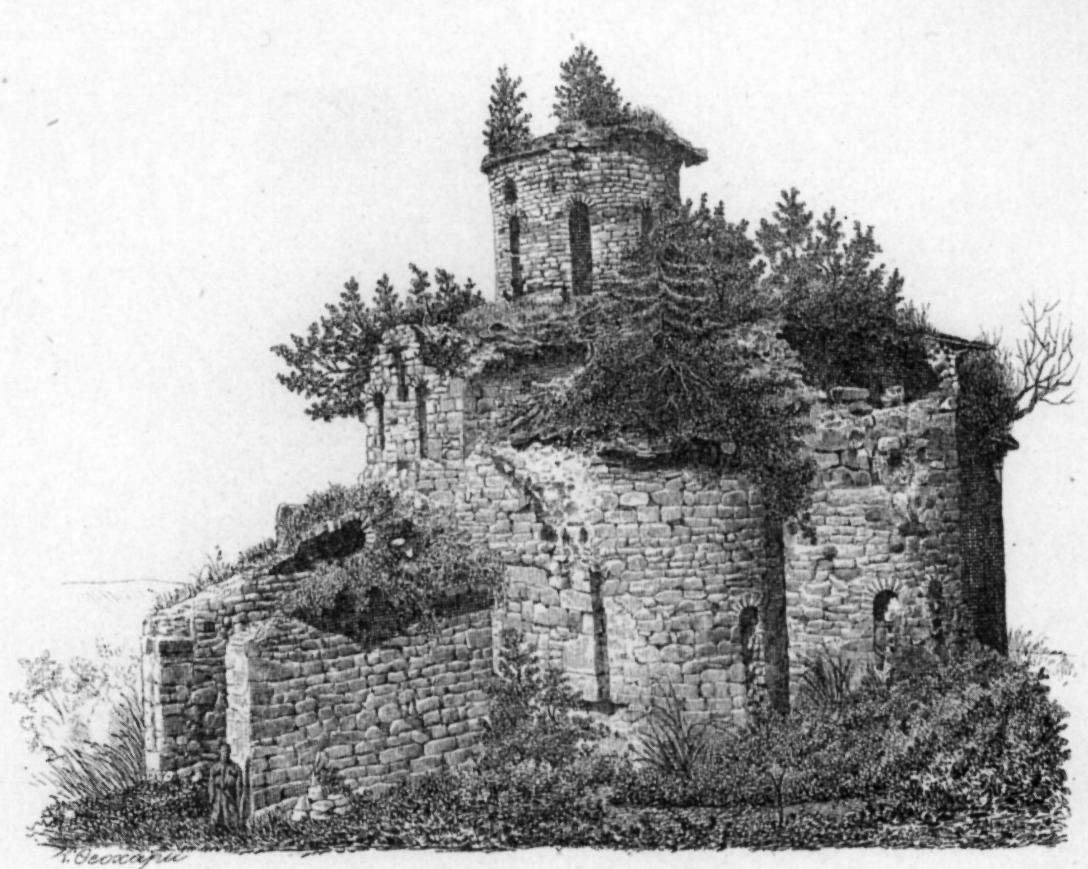
Templo do Norte, 1891.

O primeiro a prestar atenção às ruínas antigas do Baixo Arkhyz foi o major-general A. Ya. Potemkin, que visitou o Zakubanie em 1802 e, em particular, o Grande Zelenchuk. Inclusive ele inspecionou os templos, fez seus esboços, compilou um plano geral da área em que a fortificação do Baixo Arkhyz está localizada. Os materiais de sua pesquisa caíram nas mãos de P. G. Butkov, que os entregou a P. I. Keppen, que finalmente os publicou em sua revista “ Bibliographic Sheets ”   . 

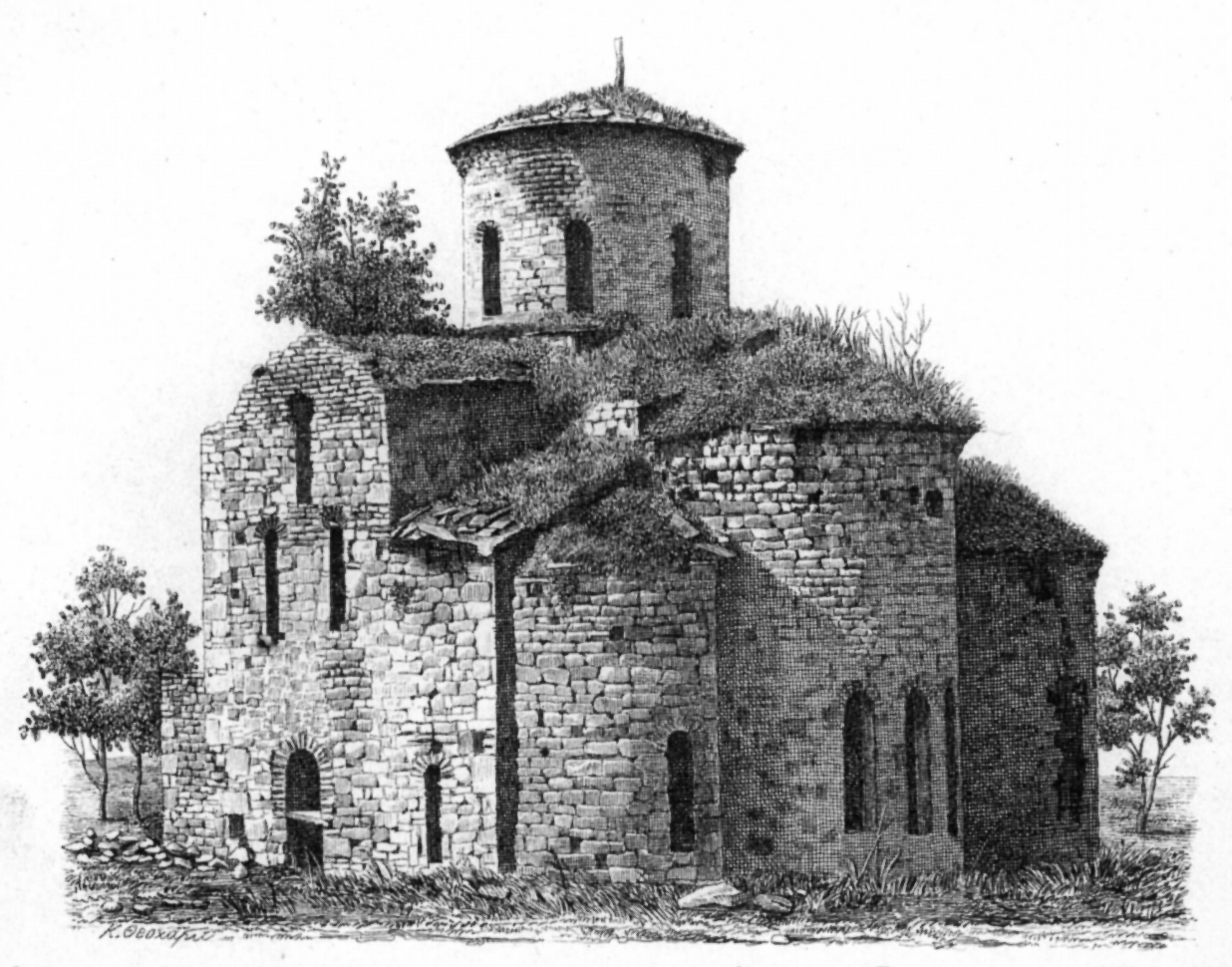
O Templo Central, 1891.

Durante a guerra russo-turca (1828-1829), o chefe da linha caucasiana, general G. A. Emmanuel, instruiu o arquiteto italiano no serviço russo I. K. Bernardazzi que explorasse as antigas igrejas de Verkhnekubanskie. Depois de examinar as Zelenchuksky, Chuana, de Sentí e algumas outras igrejas, fazendo seus planos e esboços, Bernardazzi redigiu uma carta de apresentação. Baseado neste documento, Emmanuel pediu a Nicolau I por sua restauração  . Substituindo Emmanuel como chefe da região do Cáucaso, o general A. A. Velyaminov, em sua carta ao imperador, respondeu que seria perigoso realizar trabalhos nessas partes se a situação fosse alarmante  . No entanto, a viagem de Bernardazzi e sua pesquisa atraíram muita atenção das igrejas antigas de Carachai (incluindo as de Zelenchuk), e arqueólogos profissionais e pesquisadores amadores começaram a estudá-los. 

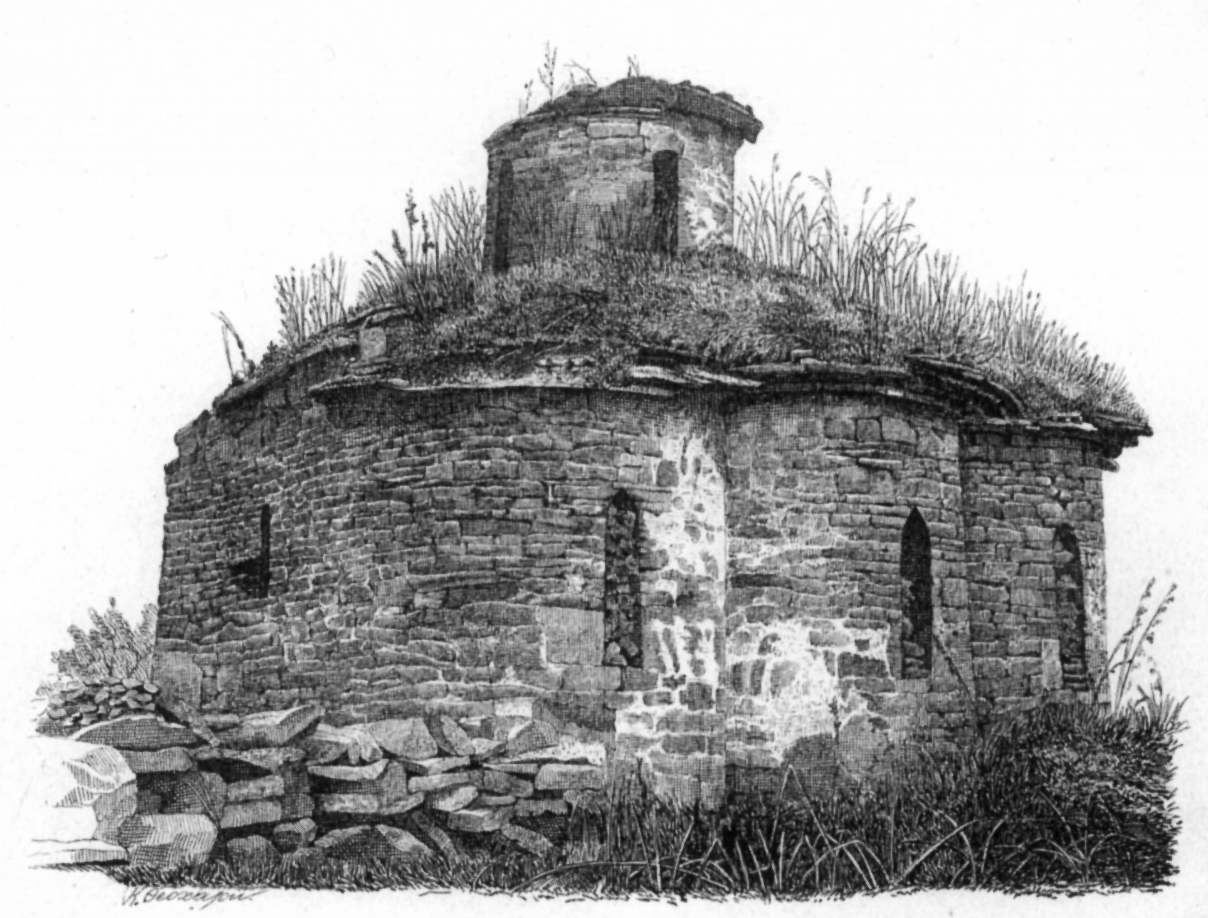
Templo do Sul, 1891.

Em 1867, os irmãos Naryshkin, que viajaram pelo Cáucaso "para fins arqueológicos", fizeram pequenas escavações no templo de Zelenchuk do Norte. Em seu relatório, publicado na Izvestia da Sociedade Arqueológica Imperial Russa, eles fornecem desenhos e um plano do templo, bem como desenhos das coisas encontradas nele .
No final do século XIX, a Sociedade Arqueológica de Moscou estava envolvida no estudo do forte do Baixo Arkhyz. Em seu nome, em 1888, esses lugares foram visitados pelo famoso restaurador de artistas e arqueólogo D. M. Strukov, que descobriu em Zelenchuk Gorge, o famoso prato com letras gregas em Alan. Em particular, ele fez esboços em aquarela de afrescos das paredes dos templos de Zelenchuk . No final do século XIX, um famoso arqueólogo e historiador da região de Kuban, em particular Carachai, um dos fundadores da sociedade para explorar a região de Kuban, V. M. Sysoev, escavou no território do assentamento. Seus planos e fotografias dos templos de Zelenchuk foram publicados em vários de seus artigos e monografias sobre esse assunto     .

### Tempo soviético
Em 1940, uma expedição liderada por K. M. Petrelevich (acompanhada por X. O. Laipanov e L. A. Serdobolskaya) durante escavações no templo de Zelenchuk do Norte descobriu um tesouro de objetos preciosos nos quais, além das jóias de ouro, havia um selo almandino do século IX com uma inscrição em árabe do rei armênio Asócio  . Os tesouros do tesouro Zelenchuk são atualmente mantidos no Museu Histórico do Estado  .
O famoso arqueólogo caucasiano V. A. Kuznetsov trabalhou muito e proveitosamente no território do assentamento. Ele conduziu sua primeira pesquisa arqueológica enquanto ainda era aluno do Instituto Pedagógico de Pyatigorsk, participando de uma expedição liderada por P. G. Akritas, como resultado de assentamentos antigos, cemitérios, cemitérios de cavernas, placas com imagens e inscrições, estátuas, menires foram descobertos e explorados   . Quando em 1959, durante a restauração do templo de Zelenchuk do norte, V.I. Borodin descobriu enterros antigos nas proximidades. As escavações de guarda para preservá-las foram iniciadas pelo destacamento Zelenchuk da expedição norte-caucasiana do Instituto de Arqueologia da Academia de Ciências sob a direção de V. A. Kuznetsov e foram realizadas em 1961-1972 e em 1978. Como resultado da pesquisa arqueológica, foram descobertas seções do assentamento: instalações residenciais, domésticas e industriais, foram descobertos restos de igrejas e capelas cristãs, nas quais havia enterros com objetos dos séculos X-XII  . Os materiais desses trabalhos foram resumidos por Kuznetsov em sua monografia "Alania nos séculos X-XIII"  .

## Traçado

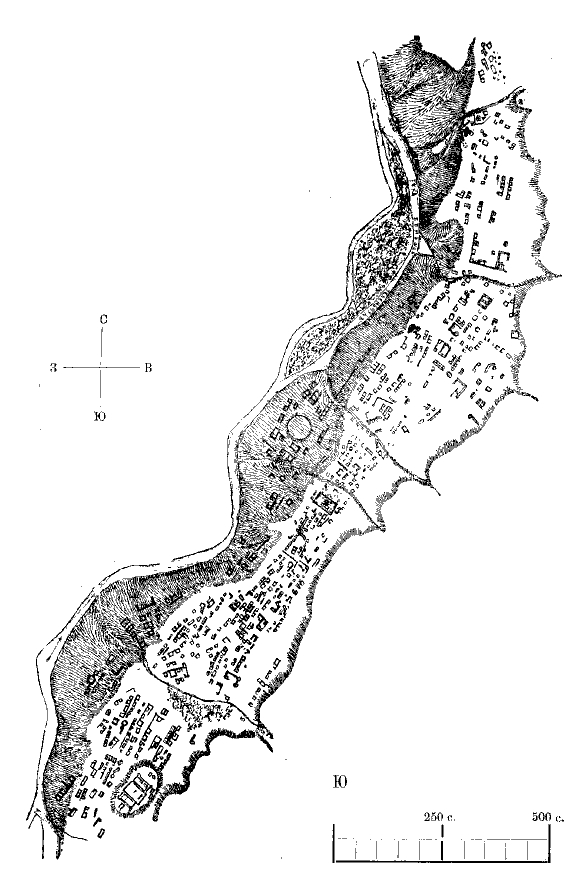
Plano do Baixo Arkhyz, 1897.

O morro está localizado em um vale montanhoso com mais de três quilômetros de extensão, que se estende de sudoeste a nordeste ao longo da margem direita do rio Bolshaya Zelenchuk. A noroeste, é fechada pela cordilheira Mycesta, e a sudeste é delimitada pela cordilheira Uzhum. A largura média do vale é de 250 a 300 metros, a altura acima do nível do mar é de 1.150 metros. O relevo do vale é determinado pelas vigas profundas que cortam as cordilheiras ao redor, com córregos fluindo ao longo deles, fluindo para o Grande Zelenchuk: na cordilheira Uzhum - as vigas Banditskaya, Tserkovnaya, Hassana e Podrovanaya, na cordilheira Mytsest - a viga turva. Esta localização da cidade antiga foi estrategicamente benéfica: por um lado, sendo protegida por cumes arborizados e um rio intransitável, é abrigada de maneira confiável entre as montanhas; por outro lado, tem uma saída conveniente pelo vale do Grande Zelenchuk para as planícies da Ciscaucasia. Além disso, Thorn caminho que conduz a partir dele para o sub através do furo de "casa velha" rio Rechepsta e ao longo da parte superior grande Laba levou a passa Sancharo e Tsagerker rendimento para Sucumi  .
Segundo o arqueólogo V. A. Kuznetsov, todo o território da fortificação do Baixo Arkhyz, com uma área de mais de 60 hectares, pode ser dividido em seis partes estruturais e topográficas  :
1. A primeira parcela agrícola. Ocupa uma área de cerca de 600 metros de comprimento entre a primeira e a segunda muralhas defensivas da cidade.
2. Assentamento da diocese. Do limite da viga da Igreja, atrás do segundo muro defensivo, começa a vila da diocese alaniana. Sua principal arquitetura dominante é o monumental Templo do Norte, cercado pelos restos de cinco "pequenas" igrejas de uma nave. Mais três das mesmas igrejas pequenas pertencentes à vila são "montanhas", isto é, localizadas "nas montanhas" - contrafortes da cordilheira Uzhum. Além disso, os restos de muralhas, edifícios residenciais e agrícolas e um cemitério cristão foram preservados no território da vila.
3. A segunda parcela agrícola. Entre a vila da diocese e a própria cidade, existe um terreno de segundo nível, usado pelos habitantes locais para a agricultura na Idade Média. Este território, com um comprimento de cerca de 750 metros e uma área de cerca de 15 hectares, é delimitado a partir do sul pelo feixe de Hassan.
4. A cidade. O território da cidade antiga em si começa com o feixe de Hassan e o templo do meio, localizado na sua extremidade. Seus edifícios estão localizados ao longo de três ruas estreitas e bem traçadas, com cerca de 3 metros de largura e sem sinais de melhoria: uma calçada, calhas e coisas semelhantes, para as quais os arqueólogos deram nomes convencionais. A rua Tsentralnaya é bastante reta, começando pela viga de Podrovanaya e passando por todo o povoado até o rio e o anel de pedra localizado em sua margem. A rua Podgornaya, não muito longe da viga de Podvorannaya, se ramifica de Tsentralnaya e, depois de 220 metros, formando um laço, vai mais a nordeste ao longo da base da cordilheira Uzhum. A rua Naberezhnaya se estende ao longo de um penhasco até o rio por mais de 500 metros, eventualmente se fundindo à rua Central. Dentro do assentamento, há um templo do sul bem preservado, as ruínas de três "pequenas" igrejas de abside, edifícios residenciais e industriais, os restos de cemitérios cristãos.
5. Um cemitério nas encostas da cordilheira Uzhum, na margem direita do rio. No lado sul e sudoeste da viga de Podrovanaya, existem numerosos cemitérios pagãos na forma de enterros em cavernas em afloramentos íngremes de arenito, principalmente em locais de difícil acesso.
6. Um cemitério nas encostas da cordilheira Mycesta, na margem esquerda do rio. Nas encostas orientais da cordilheira existem numerosos cemitérios antigos, que são necrópoles pagãs da cidade. Segundo os pesquisadores, todo o território na margem esquerda do Bolshoi Zelenchuk nos tempos antigos era reservado para o enterro, pois não era adequado para construção e agricultura [2] .

Perto do complexo, também foram descobertos centros de produção de Alan: pedreiras, restos de fornos de fusão, cerâmica, minas, currais de gado, a antiga estrada alaniana, torres de vigia foram preservadas nas encostas das montanhas.

## Templos monumentais
Os edifícios mais famosos do território do assentamento são três templos monumentais com abóbadas cruzadas da arquitetura abkhaz-bizantina do século X.

### Templo de Zelenchuk do Norte

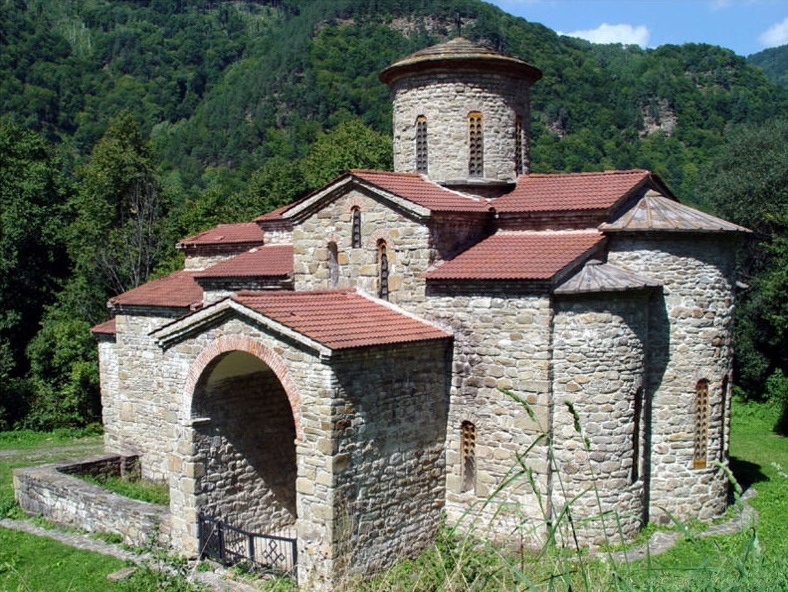
O visual atual.

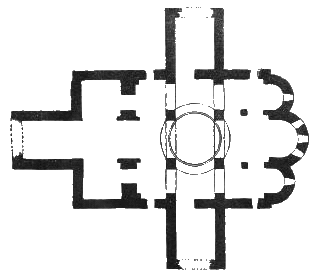
O plano do templo, 1897.

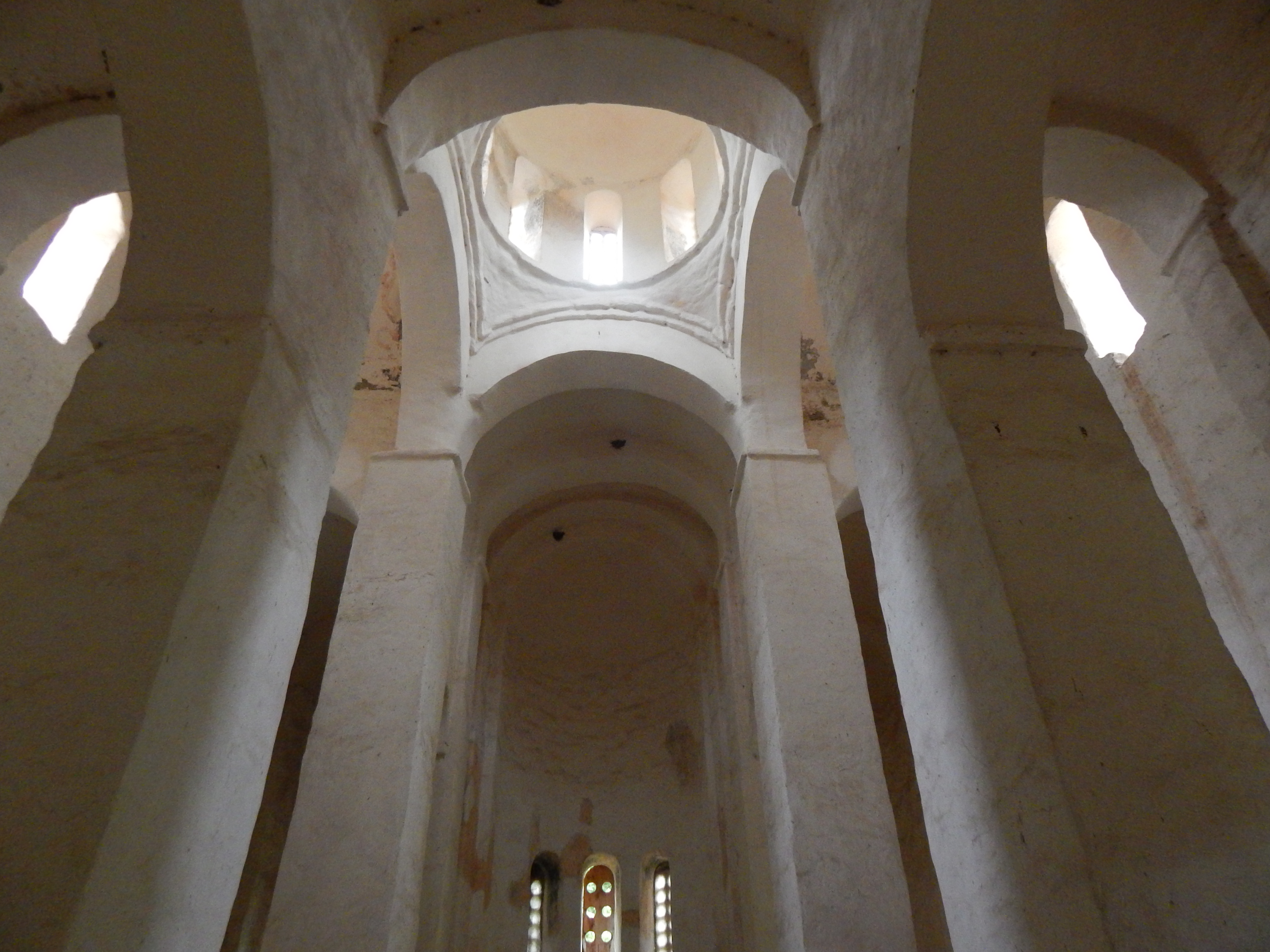
Cúpulas.

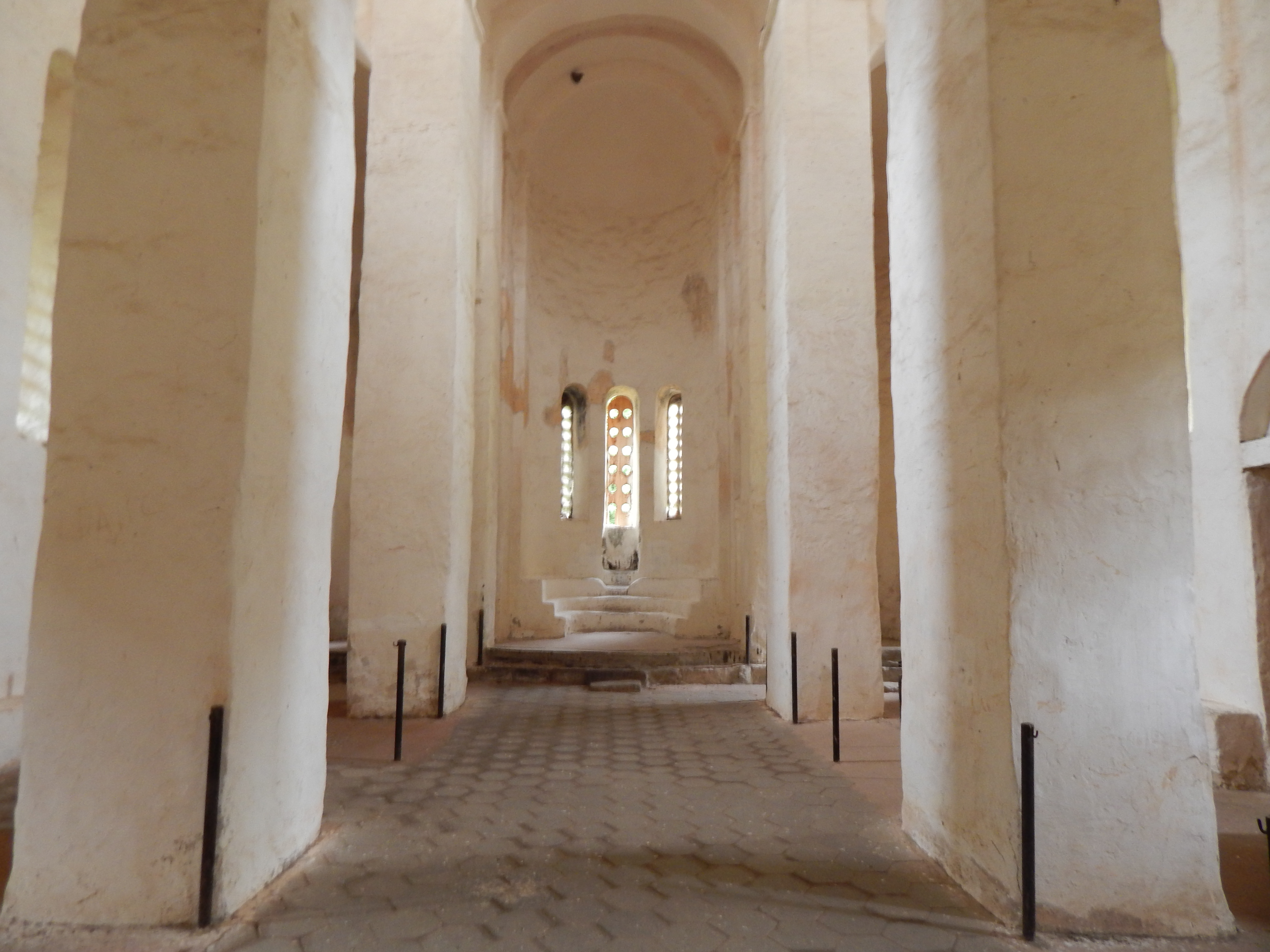
Nave central.

O Templo do Norte está localizado a 800 metros do assentamento e é cercado pelas ruínas de vários edifícios, incluindo pequenas igrejas de uma abside, acompanhadas por cemitérios cristãos. Tal arranjo permitiu B. A. Kuznetsov identificar esse pequeno povoado como a vila da diocese de Alan dos séculos X-XIV, adjacente à cidade principal, e o próprio templo do norte como sua catedral. Na sua opinião, este templo, que nunca foi reconstruído ou restaurado antes do trabalho de restauração de V.I. Borodin em 1959, pode servir como um excelente exemplo da arquitetura alaniana medieval   .
O templo é uma estrutura abobadada de três absides, composta de blocos e lajes cortadas em um morteiro. A cúpula do edifício era sustentada por dois pares de pilares quadrangulares, dividindo o espaço do templo em três naves longitudinais. A nave do meio é mais larga que as laterais, respectivamente, a abside central é mais larga e avança visivelmente em relação às laterais. Nos três lados (exceto no leste), o nártex fica ao lado do templo, coberto de arcos de pedra. Juntamente com os narthexes, o edifício mede 25,5 por 19,5 metros. Separadamente, os pesquisadores observaram que sem os anexos, as dimensões do templo são estritamente proporcionais - 21 x 10,5 metros, ou seja, sua largura é metade do comprimento, o que corresponde aos requisitos da arquitetura romana e grega. Além disso, a proporcionalidade do edifício é suportada pelo fato de que a largura do quadrado da cúpula é igual à largura dos lados oeste e leste da cruz, a largura do nártex é o comprimento e a largura do nártex e a espessura da parede é a espessura dos postes   .
A cobertura do templo estava quase completamente perdida, mas a julgar pelos restos preservados na abside, naves norte e sul, vestíbulos, tratava-se de abóbadas cilíndricas de pedra, cobertas por fora com telhados simples e empena, feitos de finas lajes de pedra, sobrepostas e ligeiramente salientes além da borda paredes. Em uma seção preservada do telhado acima da parte norte da cruz, os pesquisadores encontraram uma casca de bétula que separa as lajes da espessura da parede e serve para impermeabilizar a estrutura. Essa técnica de construção não foi encontrada em outros monumentos arquitetônicos do Cáucaso e da Crimeia  .
Durante as escavações sob o piso da nave sul, uma caixa de pedra para sepultamento, composta por placas cuidadosamente cortadas, foi descoberta na placa superior, na qual um grande buraco foi perfurado. Segundo os pesquisadores, esses são os restos de um enterro roubado de uma pessoa importante. No canto noroeste do nártex, há uma câmara batismal, na forma de uma caixa de 90 x 72 centímetros dobrada de lajes de pedra, localizada no local a uma altitude de 1,15 metros acima do chão. Quatro degraus maciços de pedra levam à fonte. No centro da parte inferior da fonte, para estanqueidade, revestido com uma solução, um orifício com um diâmetro de 5 centímetros para drenar a água. Aparentemente, da plataforma com a fonte, começou uma escada de madeira para os coros não preservados, que eram apoiados por dois arcos de tijolo, apoiados por dois pares de pilastras, cujos restos foram descobertos durante escavações  .
Investigando o assentamento do Baixo Arkhyz em 1888, D. M. Strukov, compilou um álbum com desenhos em aquarela dos templos de Zelenchuk, um lugar significativo em que é ocupado pelos desenhos esquemáticos dos afrescos do Templo do Norte, ainda preservados na época. Segundo o artista-restaurador metropolitano na parede norte e nordeste do templo, no final do século XIX, ainda eram visíveis imagens de santos em capuzes pontudos e roupas largas. Uma das figuras foi representada na posição orante, ao lado dela é a figura do santo bênção com o evangelho em suas mãos (aparentemente, um dos evangelistas é Mateus ou Lucas). Os números restantes não são identificáveis. Até hoje, os afrescos não foram preservados, com exceção dos ornamentos nas encostas das janelas dos altares  .
Templo de Zelenchuk do Norte nas aquarelas de D. M. Strukov 1888   : 

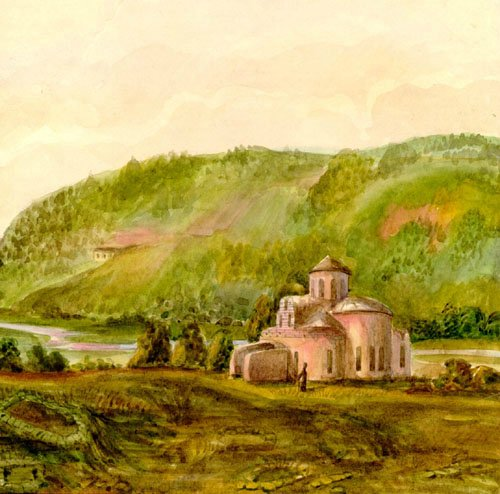
Vista geral.
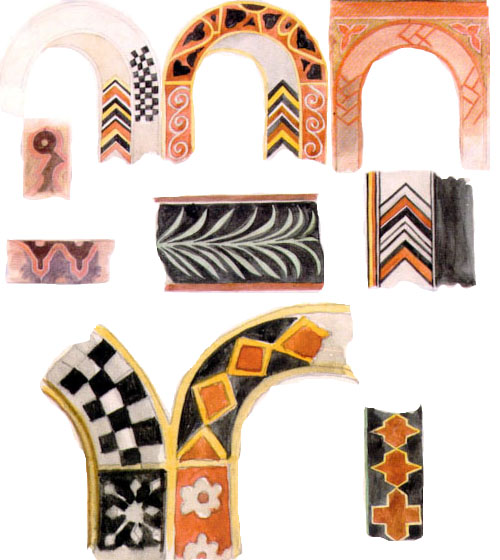
Elementos de decoração.
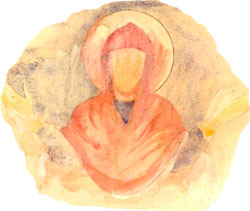
Imagem da Virgem Maria.
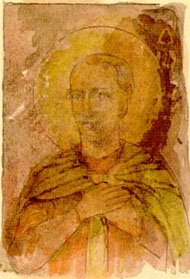
O rosto jovem do santo em uma capa, (Mártir Laurus).
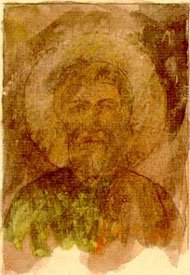
O rosto do santo com uma barba pequena e cabelos escuros. (Apóstolo Thiago).
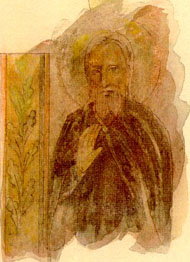
Rev. com cabelos grisalhos em uma batina monástica. (São Sava).
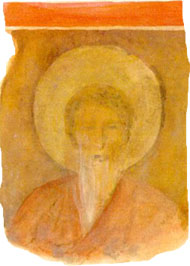
Rosto santo, com barba longa. (Apóstolo Judas).
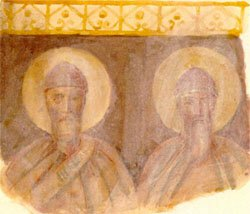
Dois santos, em chapéus como uma colher. (Santos da Geórgia).
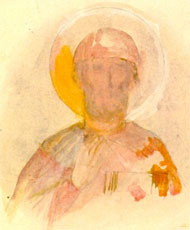
Um santo com barba arredondada, um manto é lançado sobre os ombros, um escudo na mão esquerda.

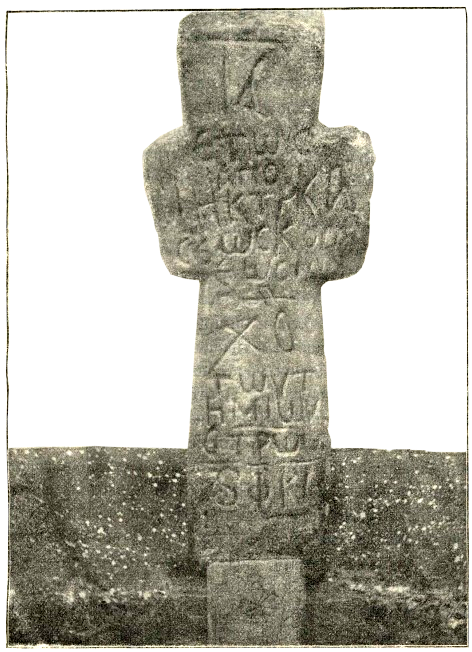
Cruz com inscrição. (Fotografia de 1897).

A datação da construção do Templo do Norte noséculo X foi estabelecida com base em paralelos históricos e arquitetônicos com os templos da Abecásia, Pitsunda, Mokvi e a igreja da fortaleza no rio Bzibi, também datada do século X. Segundo os pesquisadores, a construção desses templos não apenas apresenta vários detalhes semelhantes, mas também mostra pontos comuns em vários tamanhos modulares, o que nos permite falar sobre seu sincronismo e pertencer à mesma escola de arquitetura. A datação do templo no século X também é confirmada por vários sítios arqueológicos. Em 1802, o major Potemkin descreveu uma cruz de pedra localizada no cemitério ao lado do templo, contendo a inscrição: “ Verão desde a criação do mundo até agora, uma cruz honesta, 6521” (1013 do nascimento de Cristo). Como o cemitério do templo surgiu após sua construção, será natural datar o próprio templo até o século X. Durante as escavações de 1960, V. A. Kuznetsov encontrou uma enorme cruz de bronze com a inscrição grega na igreja nártex : “A cruz honesta foi atualizada pelo monge apaixonado por Deus Thomas, o presbítero. anos de Adão de 6575, o indicador do quinto. ” , que corresponde a 1067 da Natividade de Cristo, mas, segundo os pesquisadores, a cruz está em uso há muito tempo antes de sua “ renovação ”. A terceira descoberta de datação é um anel encontrado no tesouro contra a parede do templo, cuja inserção almandina é o nome de Asócio, filho de Simbácio, o rei armênio que governou o reino anikiano em 886-891 . De acordo com V. A. Kuznetsov, o anel do governante do século IX poderia cair nas margens do Bolshoi Zelenchuk não antes do século X, na época da construção do Templo do Norte. Indiretamente, as fontes escritas preservadas confirmam a datação da igreja: em uma carta, o Patriarca de Constantinopla Nicolau Mystik elogiou o governante da Abecásia, Jorge II, que governou de 920 a 955, por seu "ciúme" na cristianização dos alanos. A semelhança do templo de Zelenchuk do Norte com os homólogos de Abecásia levou V. A. Kuznetsov partindo do princípio de que o "ciúme" de Jorge II foi expresso no fato de que ele enviou a Alanya os artesãos que ali construíram vários templos monumentais  .
A questão do rito de consagração do templo permanece controversa. O major Potemkin, visitando a Catedral do Norte em 1802, deixou uma mensagem dizendo que viu uma inscrição com o nome de São Nicolau na parede da primeira igreja,  com base na qual pesquisadores posteriores consideraram a igreja dedicada a esse santo e o chamaram de "Nikolsky" . No entanto, de acordo com E.P. Alekseeva, sob o "primeiro templo" Potemkin se refere a Igreja Zelenchuk do Sul . No entanto, pesquisas modernas conduzidas por pesquisadores da Reserva do Museu Carachai-Circássia, relacionadas à determinação do azimute exato do eixo principal da igreja e sua ligação às datas do calendário juliano, sugerem que o templo ainda era dedicado a São Nicolau. Uma confirmação indireta adicional dessa suposição pode ser que o batismo de Alanya em 916 ocorreu em grande parte devido aos esforços do Patriarca de Constantinopla Nicolau Mystic e a igreja da catedral da diocese alaniana poderia muito bem ser consagrada em homenagem ao seu patrono celestial. Atualmente, a igreja realiza cultos apenas uma vez por ano, 6 de maio - no dia da memória de São Jorge, o Vitorioso  .

### Templo de Zelenchuksky Central

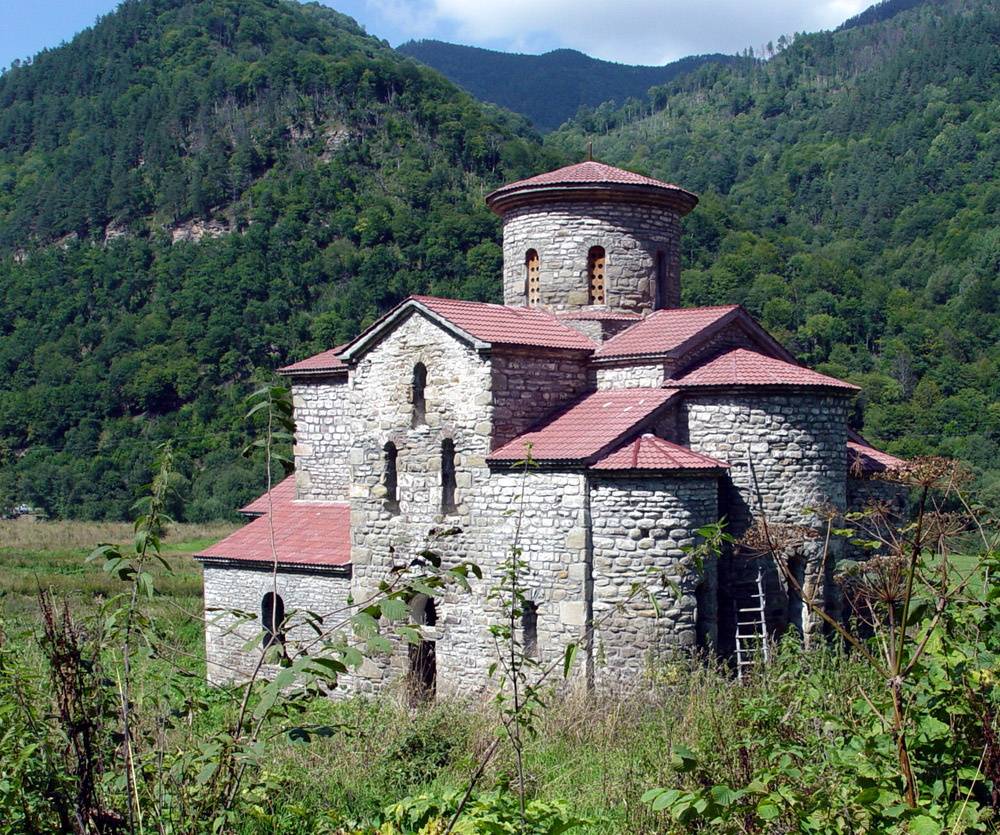
O visual moderno.

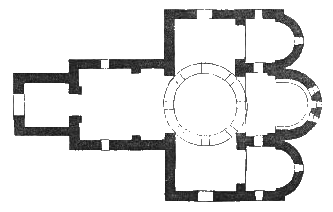
A planta-baixa do templo, 1897.

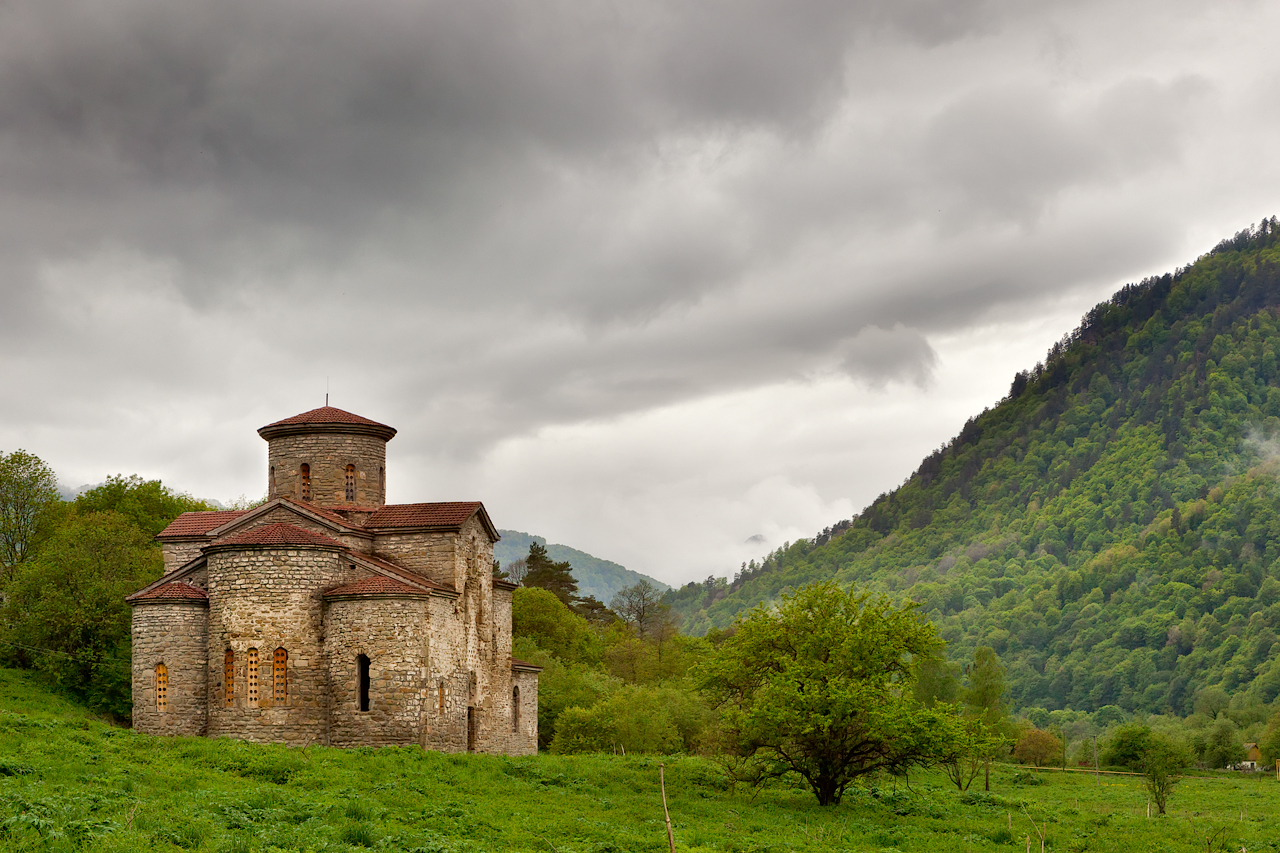
Panorâmica da reserva.

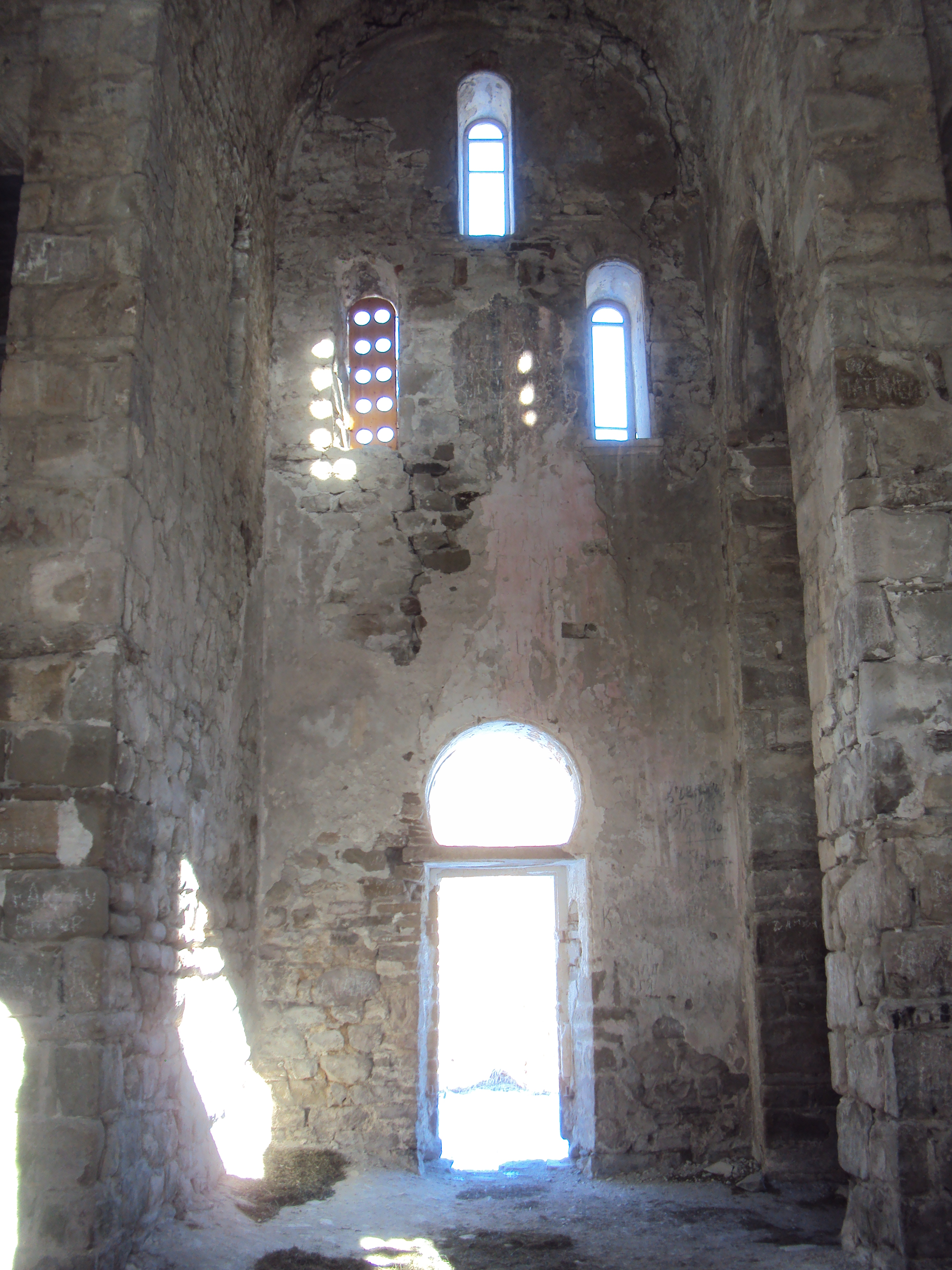
O espaço interno do templo.

A igreja central está localizada a 800 metros ao sul da do norte, nos arredores do assentamento do Baixo Arkhyz. Ao contrário da sua similar do norte, ela foi "restaurada" e parcialmente reconstruída no final do século XIX pelos monges do mosteiro Zelenchuksky, que a adaptaram para grandes serviços. No início do século XX, uma laje de pedra com uma inscrição testemunha disso, originalmente montada na parede ocidental do templo e encontrada por V. A. Kuznetsov na década de 1970. Os monges ergueram os anexos laterais, reatribuíram o telhado do edifício, consistindo de finas lajes de pedra, fizeram um dossel de estanho na cúpula, arranjaram coros de madeira na ala oeste da igreja e re-rebocaram o interior da igreja, ocultando ou distorcendo muitos detalhes arquitetônicos e afrescos.   O templo do central é uma estrutura de três abóbadas, construída em pilares de arenito em uma argamassa. O papel dos pilares orientais é desempenhado pelas paredes do altar da abside, e as paredes do edifício servem como fundações ocidentais - os arcos de apoio são sustentados pelas prateleiras imponentes nelas montadas. O braço ocidental da cruz é bastante estendido devido ao nártex aumentado e ao único vestíbulo do templo. A parte é semelhante à do Templo do Norte: consiste em três absides semicirculares, cuja central é mais larga que as laterais e estendida marcadamente a leste. A configuração e o método de colocação da cúpula correspondem aos do Templo do Norte  .
As dimensões do templo são 21,5 por 13,25 metros, a altura do chão até o calcanhar da cúpula é de 15 metros, o que quase corresponde ao tamanho do templo do norte sem vestíbulos. Os estudos de K.N. Afanasyev revelaram uma proporcionalidade estrita de suas proporções: a altura do calcanhar da cúpula é igual ao comprimento da têmpora sem absides, a altura do banho é igual ao comprimento da diagonal de meio quadrado, com um lado igual ao seu diâmetro, a altura das janelas do tambor é igual ao raio da cúpula e a base do tambor está repousando a uma altura para o dino do templo sem abside e “nave do altar”, os calcanhares dos arcos de apoio estão a uma altura igual à distância do centro do templo ao lado leste e outros  .
Na parte superior da parede norte, a uma altitude de 4,5 metros, há uma abertura, cujas dimensões são maiores que o tamanho das janelas e correspondem às dimensões das aberturas de entrada do templo. B. A. Kuznetsov sugeriu que essa poderia ser a entrada para os coros de madeira inexistentes do templo, a escada de madeira que ficava do lado de fora do edifício, mas achou difícil determinar se era antiga ou feita por monges no final do século XIX. As paredes de alvenaria feitas de blocos de pedra, "cutucar e colher", são muito características e atendem aos padrões bizantinos medievais. O tijolo era usado apenas para criar arcos de suporte, arcos de conchas e, em parte, completamentos arqueados de janelas e portas. As lunetas acima das entradas são feitas de pedra esculpida. Alguns elementos da arquitetura do templo levaram V. A. Kuznetsov a especular que ele foi originalmente concebido como não ornamentado, na forma de uma cruz "limpa", mas já em processo de construção o plano original foi alterado e o templo foi construído com três absides  .
Algumas informações sobre os afrescos perdidos do templo podem ser obtidas nos materiais de D. M. Strukov, bem como em uma pequena brochura publicada pelos monges do mosteiro Zelenchuksky em 1897. Segundo os monges, nas paredes norte e sul havia imagens de dois cavalos galopando em capas vermelhas, das figuras dos cavaleiros identificadas com Jorge, o Vitorioso e Demétrio Solunsky, apenas as pernas estavam preservadas. Na parede sul estavam representadas as figuras de dois jovens guerreiros vestidos com roupas ricamente ornamentadas e segurando escudos, novamente ornamentados. Na parte norte da abside central, havia uma imagem de uma mulher com uma auréola identificada com Santa Bárbara, e na parte norte da mesma abside havia uma imagem masculina em um manto escuro e um capuz monástico sem auréola. A coleção de esboços de Strukov dá vários outros santos retratados nas paredes da Igreja do Centro com nimbus e mãos levantadas para receber bênçãos   .
Afrescos da Igreja do Meio nas aquarelas de D. M. Strukov 1888   : 

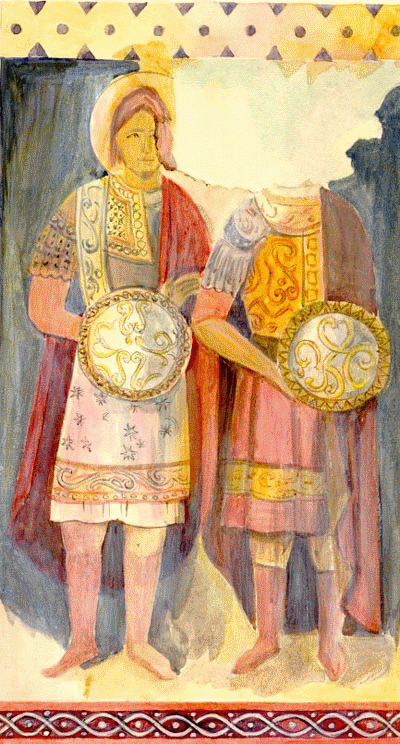
Imagens  "Santos guerreiros."
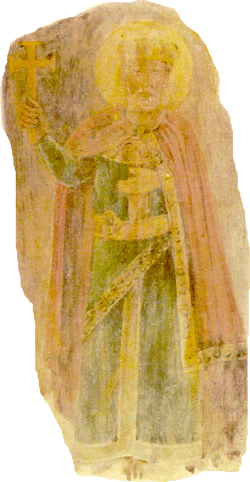
Santo (Constantino, o Grande).
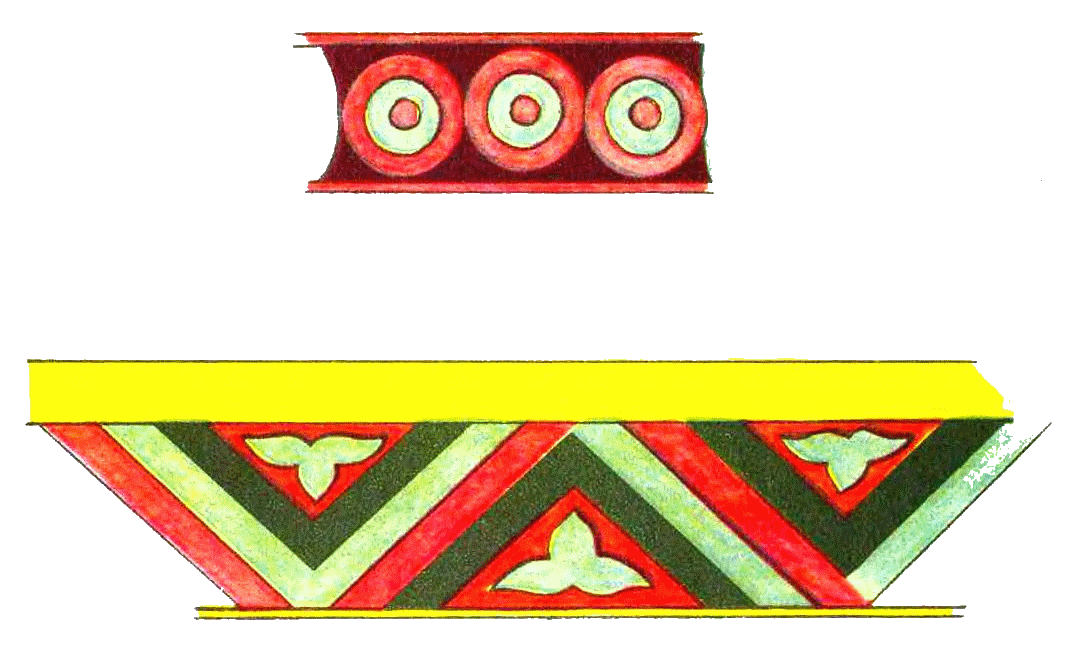
Decoração
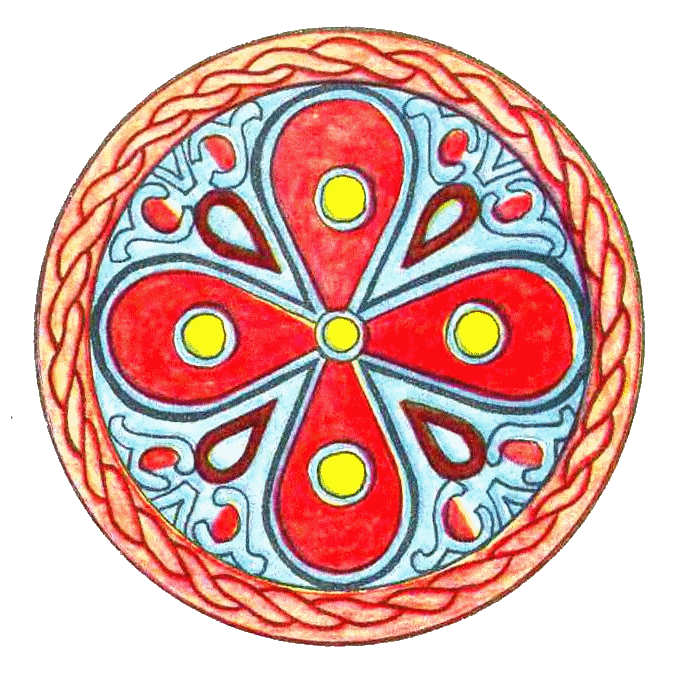
Decoração no arco da viga do norte sob a cabeça.

Fotografias e esboços de afrescos feitos pelos monges do mosteiro Zelenchuksky  : 

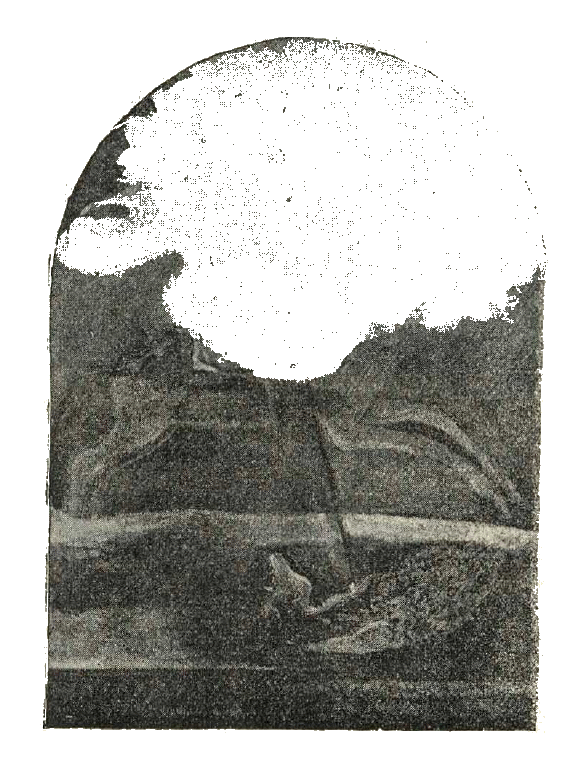
O Cavaleiro.
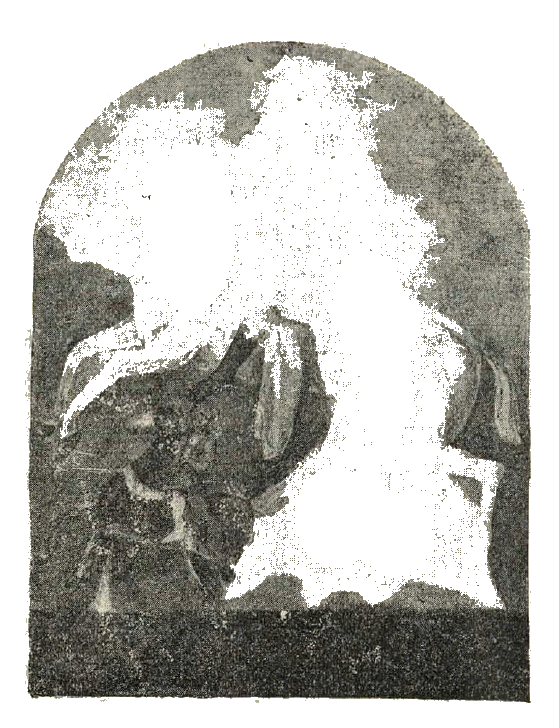
O Cavaleiro.
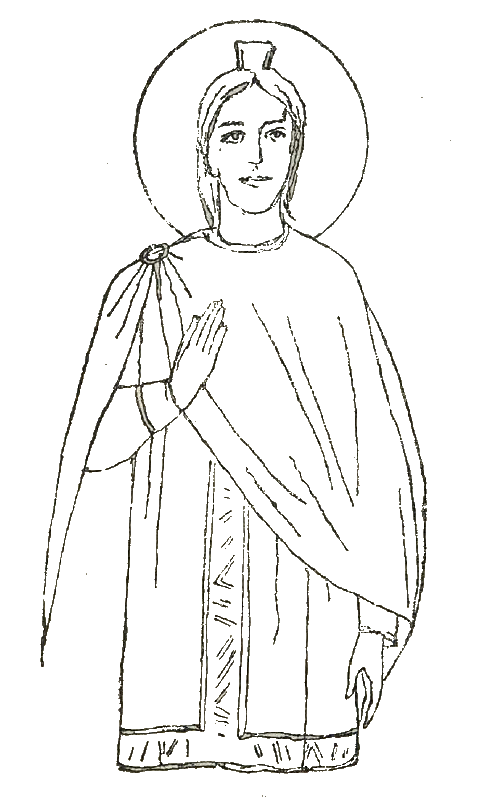
Santa Bárbara.
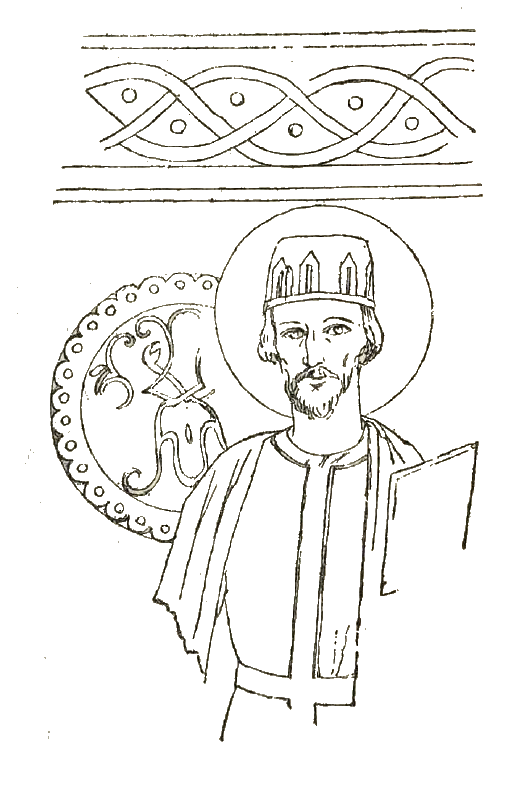
Fresco.
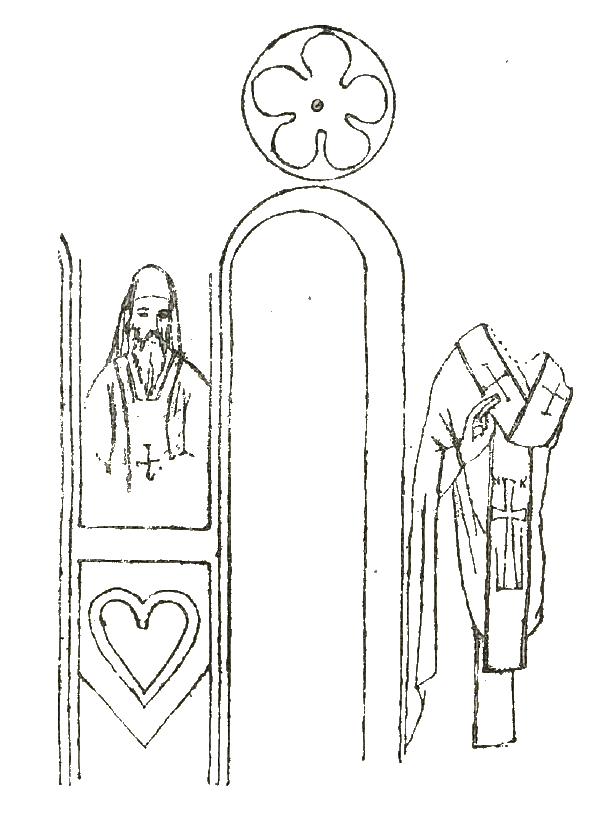
Fresco.

Comparando as características arquitetônicas dos templos Norte e Médio, V. A. Kuznetsov conclui que eles foram erguidos quase simultaneamente na primeira metade do século X, mas é difícil responder qual deles foi construído primeiro. Uma certa dificuldade foi causada pela questão do lugar do Templo do Centro na vida religiosa da cidade. Segundo sua versão principal, confirmada pela presença de detalhes como uma sintron, igreja batismal, coros, o templo poderia ser uma catedral que serve a população cristã da cidade. Por outro lado, de acordo com as lendas registradas pelos Naryshkins, no passado um antigo mosteiro estava localizado neste local. Essa suposição é confirmada pelo fato de que próximo ao templo, as fundações de dois edifícios em forma de ferradura são preservadas, divididas em salas iguais, semelhantes às células  .
De acordo com estudos sobre o azimute do eixo principal da igreja e sua ligação com as datas do calendário juliano, podemos concluir que o templo foi colocado na festa da Transfiguração do Senhor. No entanto, como os monges do mosteiro Zelenchuksky, que renovaram o templo no final do século XIX, o consagraram em homenagem à Santíssima Trindade e doadora de vida, os serviços divinos são realizados aqui no segundo dia deste feriado - o dia do Espírito Santo  .

### Templo de Zelenchuk do Sul

O visual moderno.

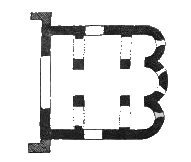
A planta-baixa do templo, 1897.

O templo Zelenchuk do Sul, está localizado no centro do assentamento do Baixo Arkhyz, cercado pelos restos de seus bairros residenciais e, aparentemente, atendia às necessidades religiosas da população urbana ou de parte dela, possivelmente da nobreza feudal. Como as duas igrejas anteriores, esta igreja é um edifício de domo cruzado com três abside e quatro pilares, construído com blocos de arenito talhados em uma argamassa. As dimensões do templo são de 8,5 por 7,75 metros   .
Uma característica deste templo é que sua cúpula quadrada é assimétrica e possui um comprimento acentuado (1,8 x 2,7 metros). Consequentemente, seu tambor baixo, cortado através de quatro janelas, não é cilíndrico, mas de forma elíptica. De acordo com V. A. Kuznetsov, a construção do edifício fala de erros de cálculo feitos pelos construtores na proporção das dimensões gerais do edifício e de suas proporções específicas, o que pode indicar algum despreparo teórico e inexperiência do arquiteto, que tentou combinar os cânones arquitetônicos bizantinos novos com técnicas locais. A técnica de alvenaria mais grossa feita nas tradições locais reforça essa hipótese. Nesta base, acredita-se que este templo foi construído depois dos outros dois templos de Zelenchuk e data da segunda metade do século X  .
As naves norte e média da igreja têm a mesma largura, o sul - muito mais estreito. A abside do templo é semicircular e de tamanho pequeno. O meio deles se projeta levemente em relação ao lado em 25 a 30 centímetros e se eleva ligeiramente acima deles. O sistema de tetos era originalmente semelhante ao dos templos do norte e do centro: telhados de duas águas e de passo único feitos de finos blocos de arenito com dosséis salientes para o fluxo de água  .
No final do século XIX, a igreja foi gravemente danificada pela “restauração” realizada pelos monges do mosteiro Zelenchuksky, que a reconstruíram significativamente “no estilo russo”. O telhado de pedra original foi substituído por um de ferro, o tambor foi revestido com tábuas e coroado com uma cabeça de cebola de ferro com uma cruz. As portas de entrada foram dispostas no lugar de janelas nas paredes norte e sul do edifício, a entrada oeste foi significativamente reconstruída e transformada em um portal conectado por uma galeria coberta ao refeitório do mosteiro. As paredes foram rebocadas e pintadas grosseiramente. Sobre os afrescos antigos que possivelmente existiam aqui, nenhuma informação foi preservada  . A igreja foi consagrada em homenagem ao santo príncipe Alexandre Nevsky e era o templo de inverno do mosteiro, aquecido por fornos subterrâneos, cujo calor passava por um duto especial. Uma pequena capela e um campanário foram construídos ao lado  .
Estudos modernos do exato azimute do eixo principal da igreja e sua relação com as datas do calendário juliano sugerem que a igreja foi fundada nos dias de Ilyin e provavelmente foi dedicada a esse santo. Considerando isso, na última consagração da igreja, realizada em 1991, seu antigo nome "Ilyinskaya" foi preservado. No momento, a Igreja Elias em Nizhny Arkhyz é a igreja cristã em funcionamento mais antiga da Rússia  .

## Igrejas de uma nave

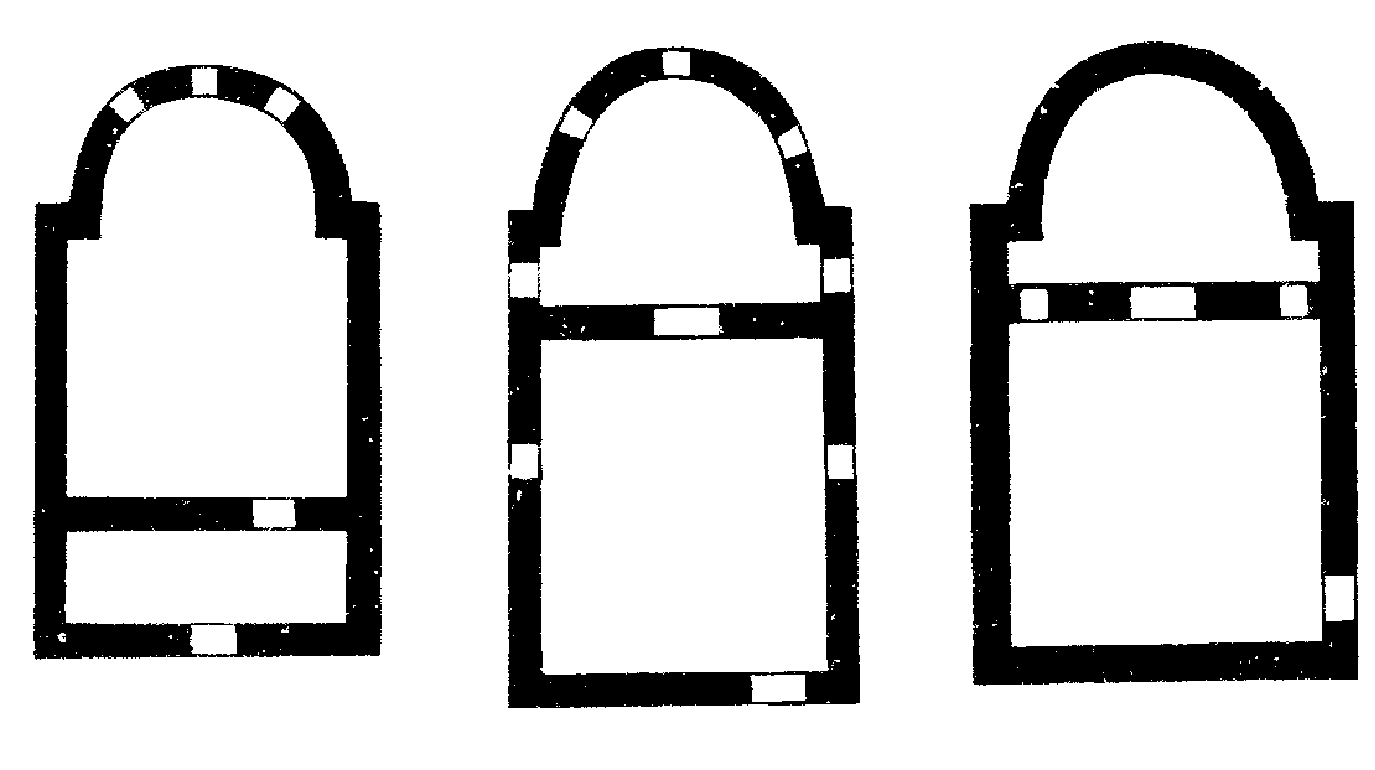
Os fundamentos das igrejas de abside de Arkhyz esboçados por D. M. Strukov.

Além de três monumental igreja de cúpula em cruz no território do Baixo Arkhyz, os pesquisadores encontraram os restos de vários pequenas capelas de cúpula e nave. A maioria delas está localizada na área do Templo do Norte, onde sete dessas igrejas foram descobertas e escavadas até hoje. Um número delas, bem como o fato de que três deles estão localizados no topo de falésias adjacentes ao morro, permite supor que eles faziam parte do mosteiro que existia na antiguidade, pois, os maiores mosteiros bizantinos estavam localizados nas montanhas - Atos, Olimpo e Sinai. No território da própria cidade antiga, mais três igrejas de uma nave foram descobertas, aparentemente sendo igrejas domésticas que faziam parte de propriedades ricas. Até o momento, onze dessas igrejas são conhecidas no território do assentamento. D. M. Strukov, que estudou esses lugares em 1888, deixou em seus esboços de plantas-baixas para as fundações de mais três edifícios desse tipo,  atualmente não identificado com os já estudados, o que permite aos arqueólogos ter esperança de novas descobertas nessa área  .
Em sua arquitetura, as pequenas igrejas do Baixo Arkhyz encontram conexões diretas com a arquitetura provincial bizantina do início da Idade Média. Formas semelhantes foram encontradas na construção de pequenas igrejas para vários propósitos: paróquia, casa, cemitério, mosteiro, memorial na Ásia Menor, Bulgária, Crimeia. Um sinal importante da influência bizantina é o uso de discos de vidro para janelas de vidros das igrejas. Ao mesmo tempo, sua arquitetura também traça a tradição local da arquitetura: alvenaria seca usando lajes de calcário talhadas pela frente. Segundo V.A. Kuznetsov, todos esses edifícios foram erguidos pelas mãos de arquitetos locais, mas levando em conta a experiência da construção bizantina. As características arquitetônicas de algumas igrejas tornam possível falar sobre o gerenciamento da construção pelo artesão greco-bizantino: decorar a abside com " azulejos " de pedra irrigada na Igreja nº 1, contrafortes nas laterais da abside na igreja nº 2, vestígios do piso de cimento na igreja nº 11 e outros  .

### Igreja número 1
As ruínas de uma igreja de três partes de uma única abside, parte do complexo Estate I na rua Tsentralnaya, foram examinadas por V. A. Kuznetsov em 1962. A construção, medindo 11,7 por 4,4 metros, consistia em três salas: um altar, um naos e um nártex . A uma altura considerável (mais de 2 metros) das paredes preservadas, não foram encontradas portas nelas, o que indica a presença de um piso de porão surdo - um porão que poderia ser usado para armazenar propriedades da igreja. A favor da versão da localização do piso a uma altura bastante alta - mais de 1,5 metros, a presença de uma varanda de pedra com uma escada na parede ocidental, preservada a uma altura de 1,12 metros, mas originalmente ainda mais alta. A abside da igreja estava do lado de fora, decorada com " azulejos " de pedra coloridos, cujos destroços foram encontrados durante escavações. Baseada no fato de o edifício estar na camada cultural anterior dos séculos X-XII, sua construção data do final do século XII .

### Igreja número 2
A fundação da igreja de duas partes, localizada na margem esquerda do rio Podorkanny, foi investigada por V.A. Kuznetsov em 1861. O edifício, medindo 11,3 x 5,3 metros, consistia em duas salas: um naos com altar inseparável e um vestíbulo ocidental estreito. Sua característica original eram dois contrafortes maciços presos às paredes norte e sul no cruzamento com a abside. Durante as escavações na igreja, foram encontrados fragmentos de cerâmica, pregos de ferro, fragmentos de cruzes de ferro, um fragmento de uma pulseira de vidro. A descoberta mais importante são os fragmentos de duas lajes de pedra que faziam parte das paredes de alvenaria . Em uma delas, foi encontrada uma parte da fórmula muçulmana comumente usada: " Não existe deus senão Alá, Muhammad, o Mensageiro de Alá "; por outro, a data é bem preservada - 436 anos de hijra, o que corresponde a 1044 d.C.   . De acordo com V. A. Kuznetsova, o fato de que dois fragmentos de lápides muçulmanas foram usadas para construir a igreja, fala da luta confessional entre muçulmanos e cristãos que ocorreu aqui no século XI e a possível vitória do cristianismo. Com base na data preservada no segundo prato, a construção desta igreja data do final do século XI. No final do século XX, os restos de suas paredes foram roubados por ladrões em materiais de construção - o edifício foi perdido .

### Igreja número 3
Esta pequena capela de uma abside, conhecida apenas pela planta sobrevivente de D. M. Strukov , estava localizada perto da abside sul do templo de Zelenchuk do Sul e, aparentemente, foi desmontada pelos monges para materiais de construção para sua “restauração”. O desenho mostra duas janelas nas paredes sul e norte e mais duas na abside. Não há outros dados sobre este edifício .

### Igrejas diocesanas da aldeia de Alan

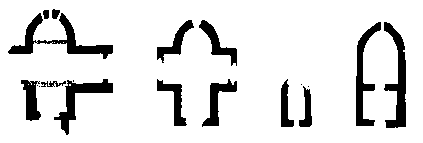
Igrejas de uma abside do Baixo Arkhyz baseadas nos materiais de Yu. A. Kulakovsky, 1898.

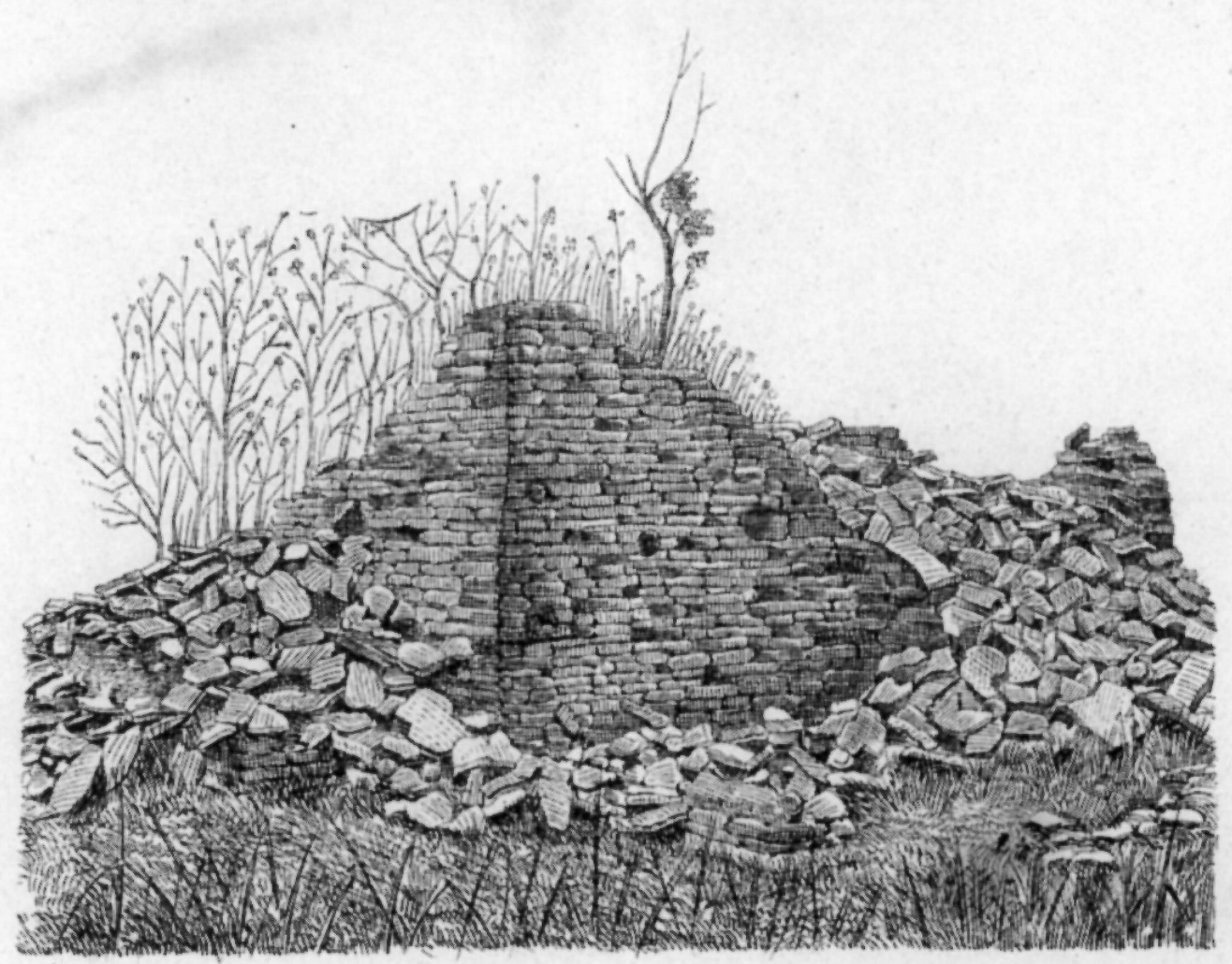
As ruínas de uma antiga igreja, 1891.

### Igreja número 4
Uma das três igrejas “montanhesas” localizadas nos contrafortes da cordilheira Uzhum está localizada acima da viga minada na montanha Hassan, a uma altitude de 200 a 250 metros acima do nível do vale em que o cume da colina está localizado. Aparentemente, este pequeno templo, de 3 x 1,5 metros, pertencia a um antigo mosteiro e provavelmente serviu para a estadia de monges do deserto. Localizado no penhasco, o canto noroeste da estrutura é reforçado com um muro de arrimo  .

### Igreja número 5
A capela de uma abside, medindo 6 x 2,7 metros, localizada a 35 metros ao sul do Templo do Norte, foi registrada por V. A. Kuznetsov após a limpeza da superfície, mas não foi escavada .

### Igreja número 6
As ruínas desta igreja de três partes ( altar, naos, nártex), medindo 19 x 5,5 metros, estão localizadas no leque aluvial, a 40 metros a sudeste da igreja do norte. A espessura da parede é de 0,7 metros, com exceção da reforçada parede ocidental, situada na beira da encosta e com uma largura de 1,5 a 1,6 metros. A partir da única entrada, localizada na parede oeste, um caminho pavimentado com lajes de pedra levava a um pilar de pedra com recesso quadrangular e ranhuras, segundo os pesquisadores, possivelmente sendo uma “pedra do calcanhar”. Durante as escavações na igreja duas metades dos antigos cruzamentos russos do século XIII. Um ssepultamento foi descoberto no chão de terra do nártex, mais nove no naos: duas criptas (uma das quais é de "dois andares") e caixas de pedra. Os enterros foram realizados de acordo com o rito cristão e contêm vários objetos de datação: fragmentos de um espelho de bronze, pontas de flechas, sinos dourados, kopooshka de bronze têm análogos no cemitério da catacumba de Serpente, datado dos séculos XI-XII. A presença de esqueletos masculinos, femininos e infantis nos túmulos tornou-se a base para V. A. Kuznetsov especular que essa igreja era um memorial de alguma família socialmente significativa  .

### Igreja número 7
Outro templo de "montanha" está localizado no topo da montanha "Três pinheiros", acima do leque aluvial no qual está localizada a Igreja nº 6. O prédio foi muito bem preservado: as paredes têm quase toda a altura, apenas o telhado do prédio não resistiu. A igreja de um lado e de duas partes consiste de um naos e um altar, separados por uma sólida barreira de parede e tem um tamanho de 4,12 x 2 metros. As paredes do edifício atingem uma altura de 2 metros, no oeste - uma porta com 1,36 metros de altura, no sul - duas janelas com 0,6 metros de largura. O piso quadrado, medindo 2 x 2 metros, é pavimentado com lajes de pedra. O único item encontrado durante as escavações em 1961 foi um botão de bronze fundido com um olho, comum nos séculos XI a XIII. A igreja, aparentemente, foi usada pelas selvagens anacoretas  .

### Igreja número 8
Os restos quase imperceptíveis da terceira igreja de "montanha", localizada no Monte Igreja, em frente ao Templo do Norte e ao Monte Três Pinheiros, foram descobertos em 1961. As fundações do muro ocidental e da abside foram preservadas; nada restou das muralhas norte e sul. A localização de algumas pedras sugere que a igreja era composta de duas partes - o altar era separado do naos por uma barreira de pedras  .

### Igreja número 9
Esta igreja, localizada a noroeste da Igreja do Norte, no lado direito, foi examinada por V. A. Kuznetsov em 1964. O edifício, medindo 13,4 x 4 metros, consiste em duas partes: um naos que não é separado do altar e um vestíbulo quadrado, medindo 4 x 4 metros. Na parte oriental da abside, os restos de um trono de pedra, medindo 2 x 0,9 metros, foram preservados. Do extremo norte da igreja começa um segundo muro defensivo com um portão da cidade. Durante as escavações da igreja, foram encontradas lajes perfiladas: 6 - com terminações semicirculares e provavelmente originárias de alvenaria de abside, um arco arquivolta monolítico que completava a abertura da janela e também um “pilar” de arenito incomum com uma borda de 3 centímetros de altura e um buraco redondo com um diâmetro em uma extremidade 4 centímetros, cujo objetivo permanece incerto. Durante as escavações no canto sudoeste da naos, foi encontrada uma caixa de pedra que não encontrou nenhum achado, além de um prato de uma antiga cruz de ferro .

### Igreja número 10
A igreja de uma abside e de uma parte está localizada a 250 metros a nordeste do Templo Norte, não muito longe de um antigo cemitério cristão. A julgar pelo seu aranjo simples e tamanho pequeno (3 x 2,8 metros), era uma capela do cemitério .

### Igreja número 11
Igreja de uma nave, medindo 13 x 4 metros, foi descoberta no sopé do Monte da Igreja, perto do cemitério mencionado acima, em 1954. Durante as escavações de 1960, descobriu-se que este edifício de duas partes consiste em um nártex com 4 por 4 metros, um naos de 4,8 por 4 metros e uma abside grande em forma de ferradura não separada dele. Com base nos restos de cerâmica descobertos, bem como na presença de uma igreja de piso calcário, coberta com uma camada de cimento, semelhante em estrutura ao piso do Templo do Norte, esta igreja foi datada dos séculos IX a X .

## Santuários pagãos

### Círculo de pedra

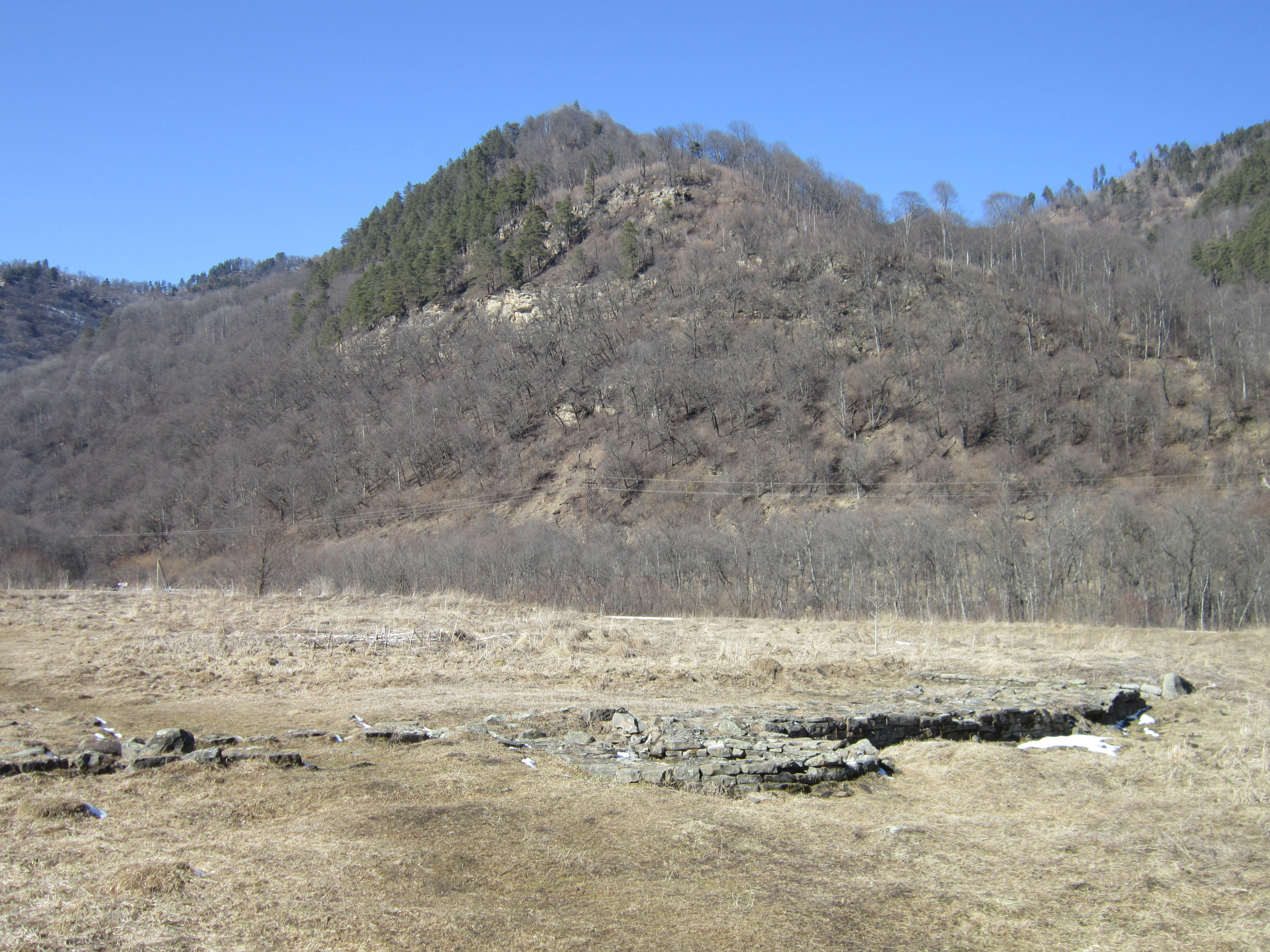
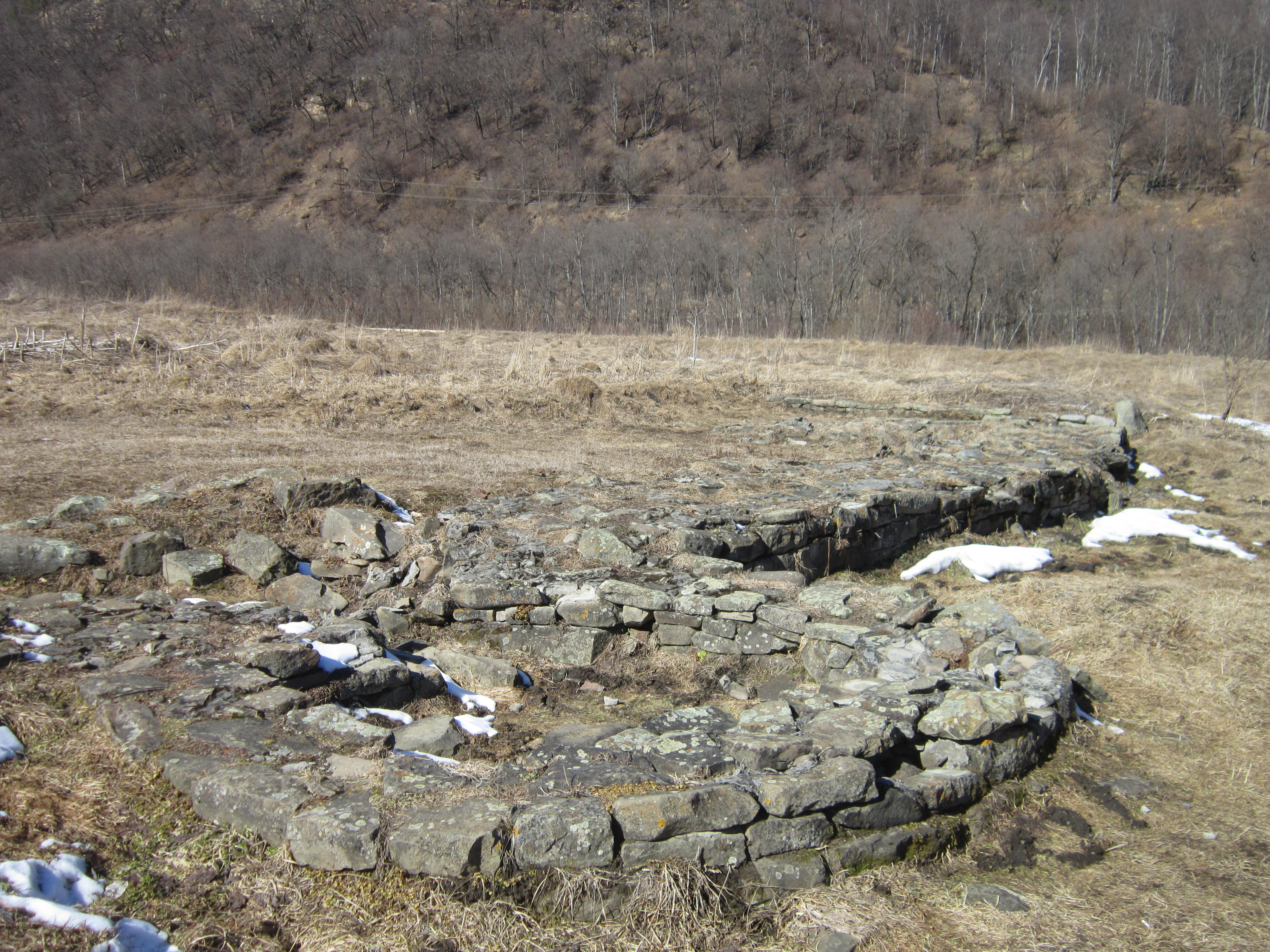
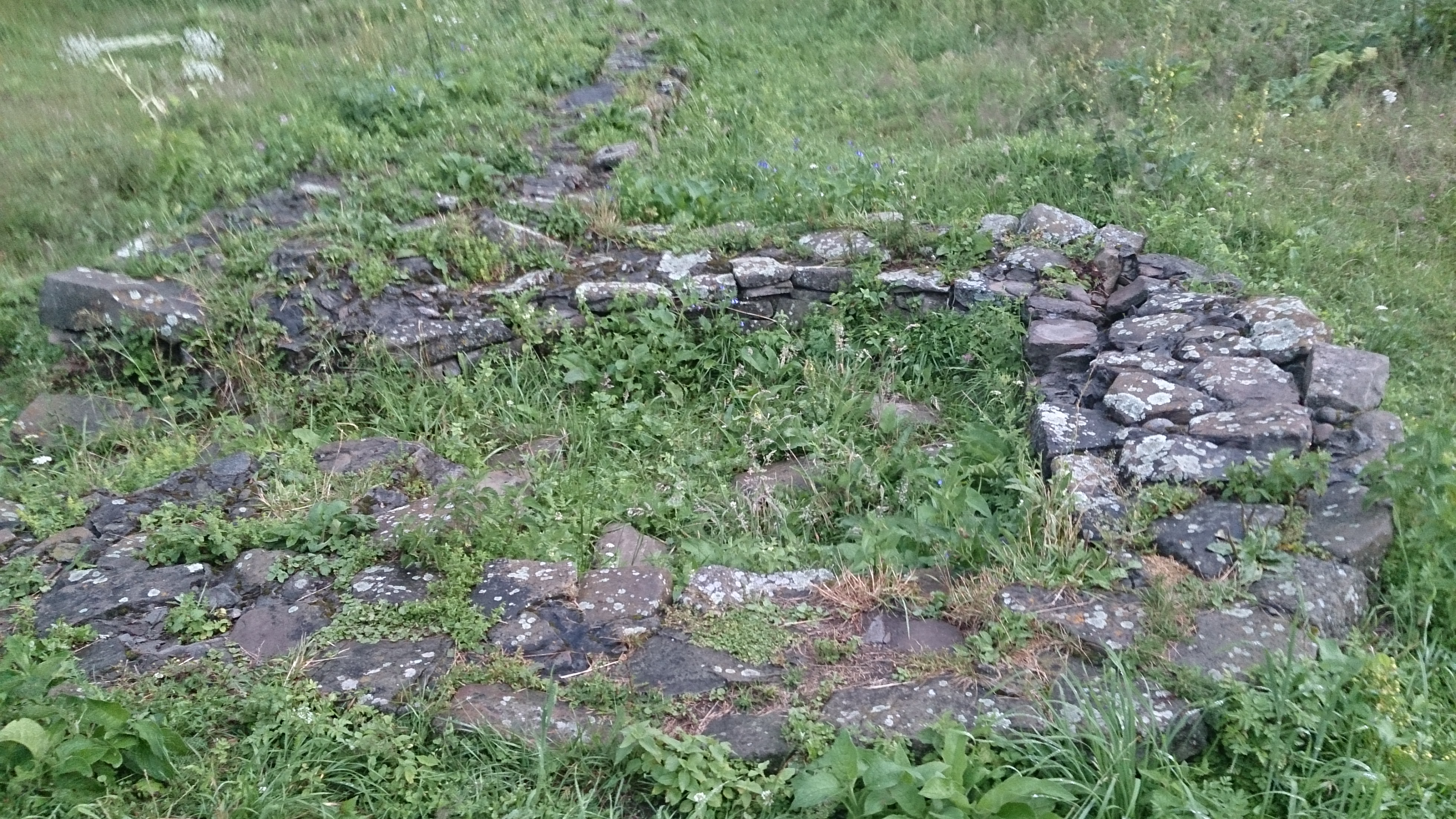
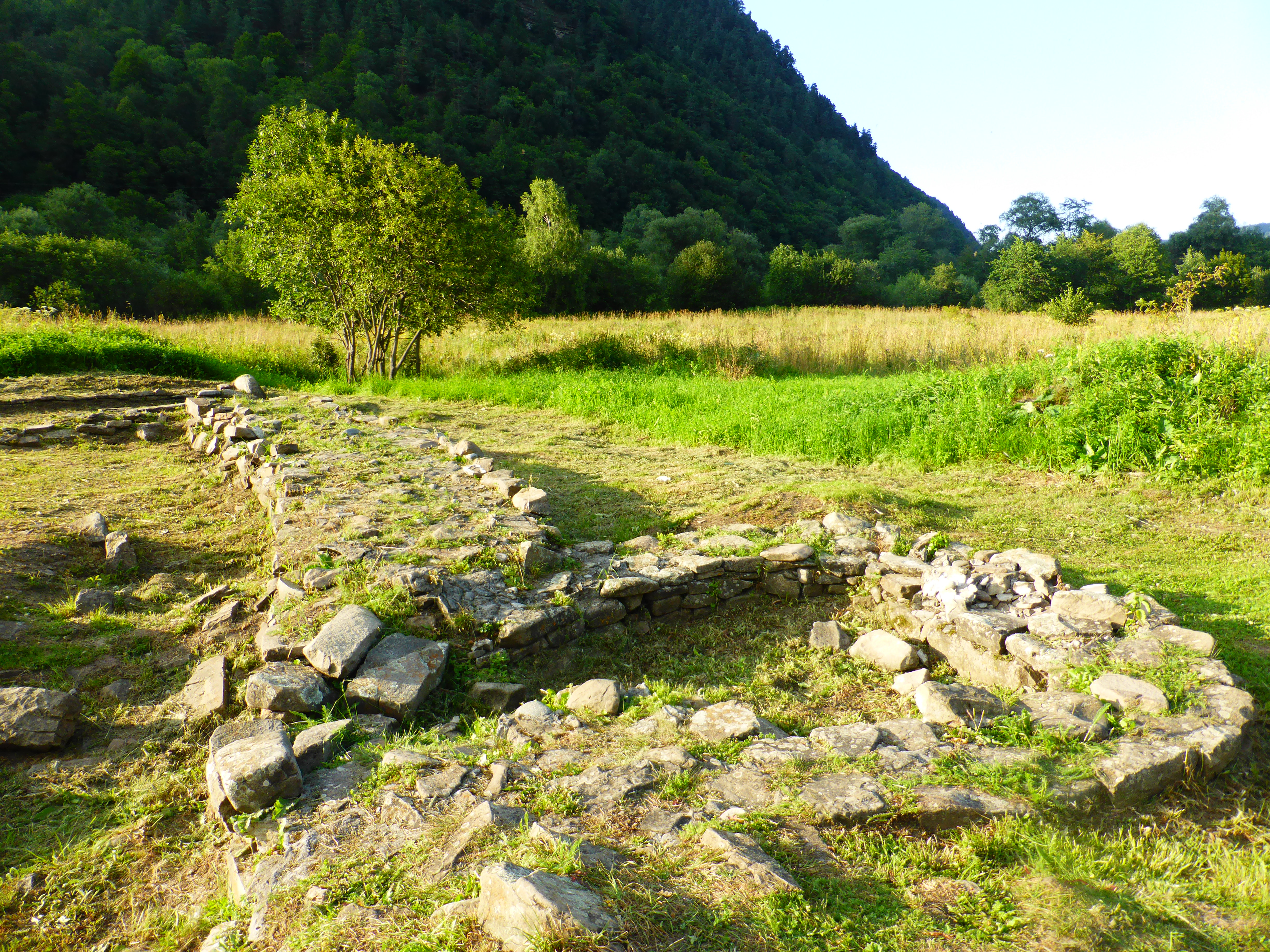

Pela primeira vez, um edifício incomum que visualmente se parece com uma muralha de terra em expansão com um diâmetro de cerca de 80 metros está marcado no plano de D. M. Strukov, que o chamou de "circo"  . Também é observado no desenho do Baixo Arkhyz na publicação dos monges do mosteiro Zelenchuksky  e no plano da área criada por V. M. Sysoev . Em 1979, as paredes da estrutura foram abertas em dois pontos diametralmente opostos por V. A. Kuznetsov. Sob a muralha de terra, havia os restos de um muro de pedra destruído, composto por lajes de arenito que formam duas conchas (internas e externas) com um entulho bloqueado entre elas. As paredes, com 2,1 metros de espessura, têm uma base pronunciada de chapas grossas, projetando-se para fora até 10 centímetros. Medir o diâmetro interno do círculo de pedras produziu um resultado de 88,5 metros, o que, de acordo com a conclusão de K. N. Afanasyev, é exatamente 300 pés romanos. As ruínas do muro foram preservadas a uma altura de 0,4 metros, e sua altura original é estimada por especialistas em 4 metros (a partir da proporção estimada de espessura para altura, de 1 a 2). Durante a escavação, um grande número de pequenos carvões e pedaços de realgar ou talvez sua imitação de argila queimada são encontrados. Não foram encontrados restos da camada cultural fora ou dentro do anel .
O objetivo dessa estrutura causou alguma controvérsia entre especialistas. V.A. Kuznetsov observa que este não poderia ser um edifício doméstico, por exemplo, um curral para o gado, uma vez que, para essas necessidades utilitárias, suas características são muito monumentais e redundantes. Também não era residencial - com um diâmetro de cerca de 90 metros, os antigos construtores dificilmente poderiam cobri-lo com um telhado, e nenhuma camada cultural foi encontrada dentro do edifício. Contra o fato de que este edifício era uma fortaleza interna, um abrigo, diz-se que está localizado em uma planície e, pelas condições do relevo, é vulnerável demais para bombardear as colinas próximas. De acordo com V. A. Kuznetsova, provavelmente este edifício era um imenso santuário pagão destinado a toda a população da cidade e aos moradores do distrito. Como argumentos indiretos desta versão, indica-se que, como os templos do norte e do centro Zelenchuk, essa estrutura fica fora dos bairros residenciais. Não obstante, a rua “Central” da cidade antiga repousa contra esse edifício religioso, para que procissões solenes possam se mover ao longo dela durante os festivais. A forma de um círculo quase perfeito, segundo o pesquisador, sugere uma conexão com os cultos antigos do fogo e do sol. Sabe-se que a antiga tradição caucasiana de culto ao sol, expressa na construção de cromeleques circulares em pedra, remonta à Idade do Bronze. Ela poderia se fundir com o culto ao fogo trazido pelos alanos, como representantes das tribos sármatas . Sabe-se que carvão e realgar descobertos durante escavações nas crenças religiosas dos sármatas e savromats estão intimamente relacionados ao mesmo culto. De acordo com V. A. Kuznetsova, este sítio arqueológico está próximo da construção de um anel semelhante, porém menor, do assentamento de Uzunkol dos séculos VI - VII , bem como do santuário de fogo e sol do assentamento de Yutsk, descrito por N. M. Egorov , no qual eles estão associados ao culto alaniano ao fogo: queimadores de incenso cilíndricos feitos de argila estavam em pé, formando um círculo .
Entre 1981 e 1985, uma expedição do Museu Regional de Conhecimento Local de Carachai-Círcássia, liderada por U. Yu. Elkanov, conduziu escavações no território do Círculo de Pedra, cujo objetivo principal era verificar a suposição de que o círculo é um antigo observatório com um sextante, para o qual foram realizadas escavações de controle em partes norte, oeste e leste, bem como tentativas de fixar o ponto do nascer do sol em relação às paredes do círculo na época do solstício de verão, a fim de determinar a possível localização dos quadrantes. Neste local, na parte oriental do círculo, foram encontrados os restos de um edifício antigo com 1,8 metros de comprimento (espessura da parede - 0,8 metros, altura preservada - 0,4 metros) adjacentes perpendicularmente à parede principal e em termos de formato de um quadrângulo irregular. Além disso, durante as escavações, foi encontrada uma pedra processada "na forma de um lápis", com 0,7 metros de comprimento, que pode ser o ponto alvo no círculo. Durante as escavações na parte norte do edifício, foi encontrado um "lápis de pedra" semelhante, assim como um grande arenito, com letras rúnicas inscritas, presumivelmente contando sinais. Na escavação ocidental, os restos do edifício também foram descobertos, segundo os pesquisadores como um sextante antigo. Dentro do círculo, pequenas estruturas de pedra foram descobertas, cujo fundo é revestido por lajes de pedra, chamadas pelos pesquisadores de "buracos". Seções separadas dentro do círculo também são pavimentadas com lajes de pedra (espessura média de 10 centímetros), nas quais são encontradas “manchas de cinza” - os restos de grandes queimadas. Numerosos vestígios de pedra com um diâmetro de 5 a 10 centímetros foram encontradas em toda a área da escavação, cujo objetivo não era claro para os pesquisadores .
Os estudos instrumentais conduzidos em 1985-86 no círculo usando o teodolito T-30 mostraram que a localização e o traçado do círculo foram escolhidos para que o sol nascesse exatamente no sul no solstício de inverno e no leste em 1º de setembro, que é o começo do ano de acordo com o calendário bizantino. Com base nesses dados, foram tiradas conclusões preliminares de que o Círculo de Pedra do Baixo Arkhyz é possivelmente uma estrutura astronômica semelhante a Stonehenge, na Inglaterra ou Koy-krylgan-kala, no Uzbequistão. No verão de 1986, escavações arqueológicas foram realizadas no local sob a direção de V.N. Kaminsky, a fim de verificar esta hipótese, como resultado de uma abertura de 1,0 metro de largura na parede sul, correspondente à direção do sol na época do solstício de inverno .
Como resultado de escavações realizadas na década de 1990 sob a liderança de U. Elkanov, na parte norte do edifício, uma passagem foi descoberta através de seu muro, com 3,1 metros de largura, semelhante à entrada no segundo muro defensivo do assentamento que conduz ao Templo do Norte e no Sul. Partes do Círculo - uma extensão semicircular, por padrão, próxima às igrejas de uma nave do assentamento. No interior do edifício, na linha que aponta para o ponto do solstício de verão, foi encontrada uma laje de pedra redonda processada, com um diâmetro de 56 centímetros e uma espessura de 5 centímetros, apoiada em três pedras talhadas. Segundo os pesquisadores, esse detalhe pode estar associado aos pontos de observação do Círculo de Pedra. Segundo especialistas, o círculo de pedras do Baixo Arkhyz, além de propósitos religiosos, também era um observatório solar próximo do horizonte - um calendário .

### Santuário no Monte da Igreja
As ruínas deste edifício, localizadas 90 metros a leste das "alturas" da Igreja nº 8, foram investigadas por V. A. Kuznetsov em 1961. Durante a escavação, os restos de um prédio de duas salas foram examinados, medindo 4,7 por 2,0 metros (cada quarto não mais que 0,8 metros), orientados ao longo da linha noroeste-sudeste. Nos escombros e no interior, além dos fragmentos de cerâmica, foram encontradas 25 cruzes de ferro, a maioria rebitada de duas placas de metal e cortada inteiramente de uma chapa de ferro. A datação do edifício até o século X-XII é confirmada pelo tipo de cerâmica encontrada nele, bem como pelas características das cruzes de ferro, que foram difundidas por todo o norte do Cáucaso no período indicado e no início .
Segundo o pesquisador, o prédio não poderia ser residencial - a área de cômodos individuais é muito pequena e também não poderia ser uma oficina para a produção de cruzamentos, já que não foram encontrados vestígios de atividade produtiva. Provavelmente, poderia ser inicialmente um santuário pagão pré-cristão (como evidenciado por sua orientação "não-canônica" na área ao longo da linha noroeste-sudeste), e já no processo de cristianização da população, os moradores locais começaram a vir aqui para trazer e deixar aqui simples cruzes de ferro e, possivelmente, realizar algumas ações litúrgicas desconhecidas atualmente. Aparentemente, este edifício religioso é um templo sincrético, pagão em sua essência com as subsequentes camadas da tradição cristã, em particular o culto da cruz . Indiretamente, a possibilidade de tal transição é confirmada pela transformação, no final da Idade Média, no norte do Cáucaso, de igrejas cristãs negligenciadas em santuários pagãos: Thaba-Erdy, na Inguchétia ; Regaha, Recom e Dzivgis na Ossétia do Norte e outros  . O autor considera o templo pagão mais próximo a este santuário o edifício dos séculos X a XI investigado por T. M. Minaeva no assentamento Gilyach , onde no centro da sala, medindo 5,20 x 4,65 metros, havia um prato de pedra com um diâmetro de 0, 75 metros e até 200 pontas de flecha, além de muitos fragmentos de pulseiras de vidro, que a própria pesquisadora considerou objetos de sacrifício  .

### Conchas de pedras
Em 1961-1962, duas pedras de conchas foram descobertas no território da cidade antiga. Atualmente, os dois foram levados pelos ladrões e, aparentemente, foram destruídas . Mais dois foram encontradas não muito longe da fortificação recentemente  .

#### Pedra número 1
A primeira das pedras ficava ao lado da rua Tsentralnaya e consistia em um pilar de pedra de quatro lados de arenito cinza com 2,4 metros de comprimento e uma largura de face de 0,31 a 0,46 metros. Aparentemente, a pedra inicialmente estava deitada, uma vez que os sinais em forma de concha são aplicados apenas em duas faces: uma face continha cerca de 19 sinais, e a outra, 76 sinais. As conchas maiores tinham um diâmetro de 5 - 6 centímetros, com uma profundidade de 2,0 - 2,2 centímetros. A pedra era cercada por um sulco profundo de 3 cm de largura, passando de um lado para outro e conectando cinco conchas grandes .

#### Pedra número 2
A segunda pedra da conchas, encontrada em uma pequena área perto da viga de Podrovanaya, que aparentemente serviu como templo pagão na Idade Média, é uma placa plana medindo 1,50 x 0,56 x 0,20 metros. Aparentemente, ela foi enterada no chão, já que 12 placas em concha estão aplicadas apenas em uma de suas bordas. A disposição das conchas na pedra se assemelha à configuração das estrelas da constelação de Peixes, e uma concha separada no fundo é uma das estrelas da constelação de Áries nas proximidades  .

#### Pedra número 3
Outra pedra foi encontrada perto da vila de Nizhnyaya Ermolovka, no Baixo Arkhyz, e, aparentemente, foi removida do assentamento pela população local, entre outras pedras processadas. A pedra é dividida em três partes separadas, mas originalmente era uma pedra única com 76 centímetros de comprimento. Segundo alguns especialistas, a localização das conchas pode ser identificada com a localização das estrelas nas constelações da Cetus e de Peixes. Além dos sinais em forma de cálice na pedra, são traçadas linhas profundas, que são possivelmente uma representação esquemática da eclíptica e um reflexo do caminho no céu estrelado do Sol, da Lua e de cinco planetas visualmente observados: Mercúrio, Vênus, Marte, Júpiter e Saturno .

#### Pedra número 4
A última pedra foi encontrada no trato "Zakharova Polyana" a 12 quilômetros do local. É um bloco esculpido em arenito, cujas quatro faces são cobertas com imagens esculpidas e placas em forma de concha .

## Outros objetos

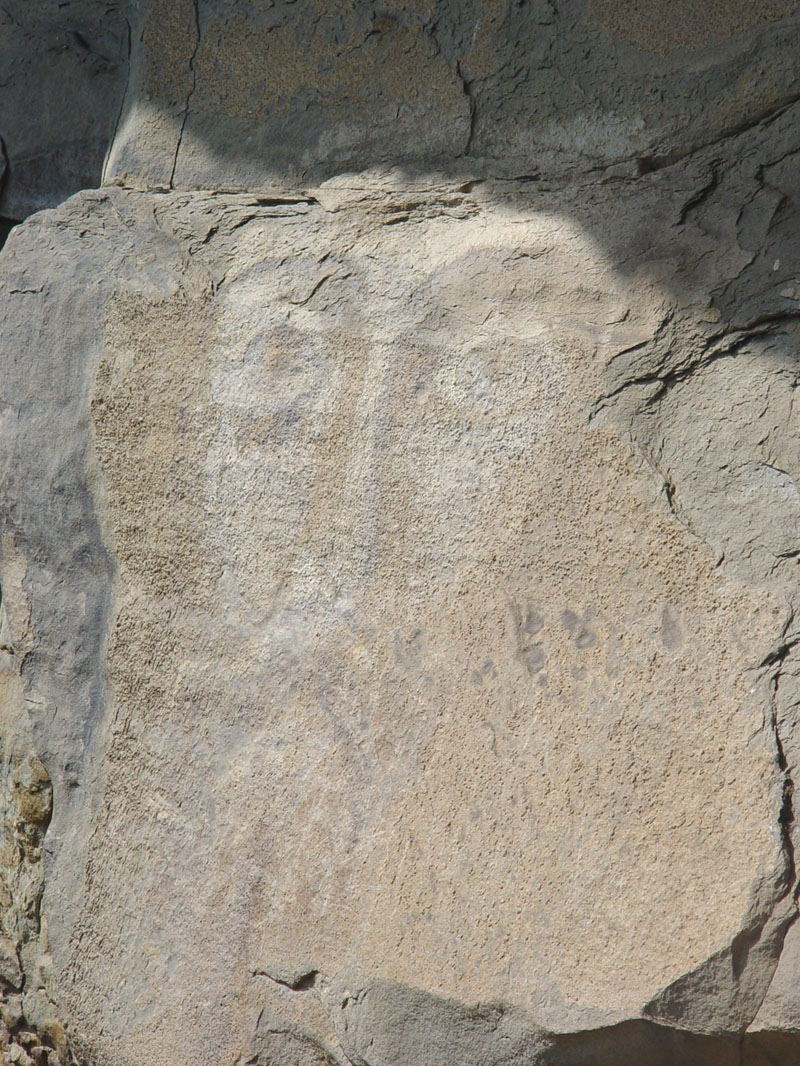
Rosto de Cristo, alegadamente

- Em 1999, uma imagem da caverna foi descoberta - o rosto de Cristo "o Salvador não feito pelas mãos" na margem esquerda do Bolshoi Zelenchuk, em frente ao templo de Zelenchuksky do meio [41].
- Ídolo fálico na margem direita de Bolshoi Zelenchuk - mudou-se para o território do antigo assentamento U. Elkanov.
- Estátua de Polovtsian "Bowl Holder" na margem direita do Big Zelenchuk.
- Os restos de uma represa ou moinho de água em um córrego no feixe da igreja. As dimensões da alvenaria são fixas.